# Roermond
Roermond ([ʁuːʁˈmɔnt], anhörenⓘ; limburgisch Remunj, französisch Ruremonde, deutsch veraltet Rurmund, auch Rühremonde) ist eine Stadt und Gemeinde mit 61.227 Einwohnern (Stand 1. Januar 2025) in der niederländischen Provinz Limburg. Sie liegt an der Grenze zu Deutschland und nahe Belgien.

## Geographie

### Lage

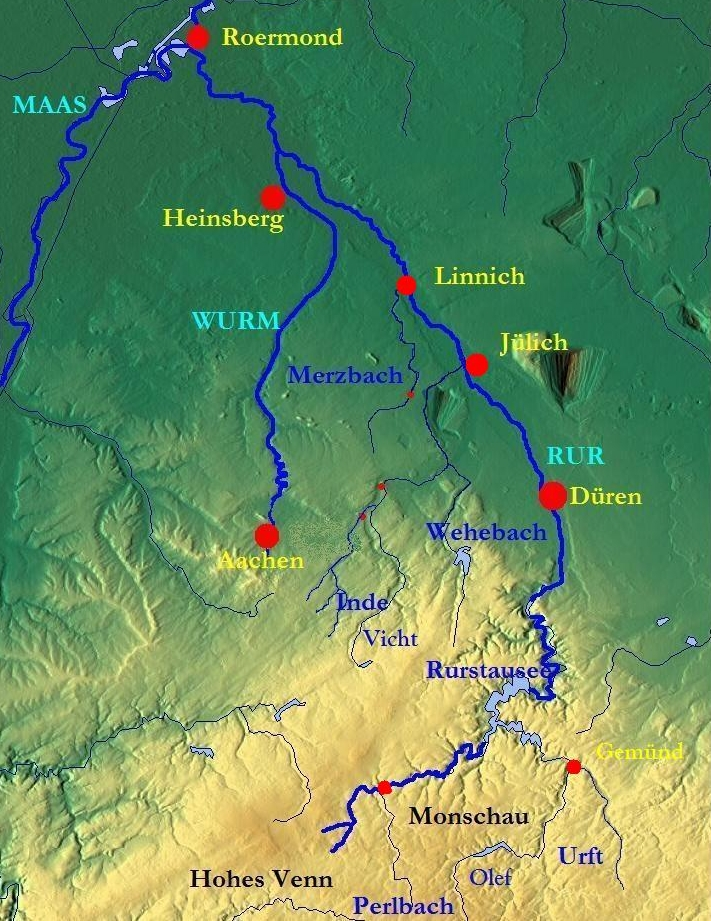
Roermond an der Maas und der Rur

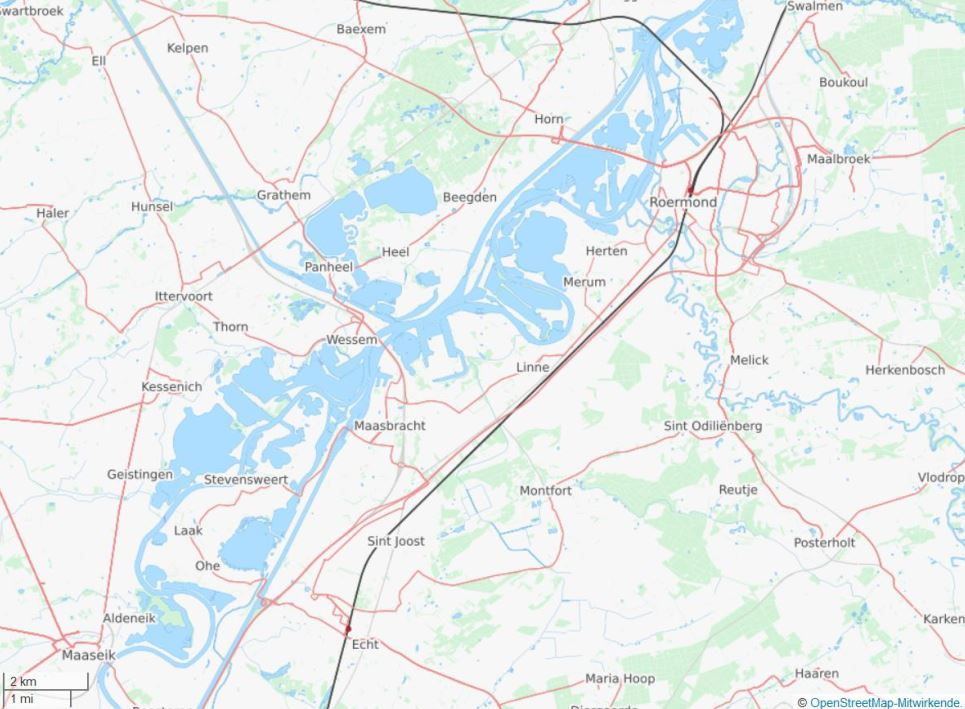
Roermond mitsamt Maasplassen im niederländischen und belgischen Limburg

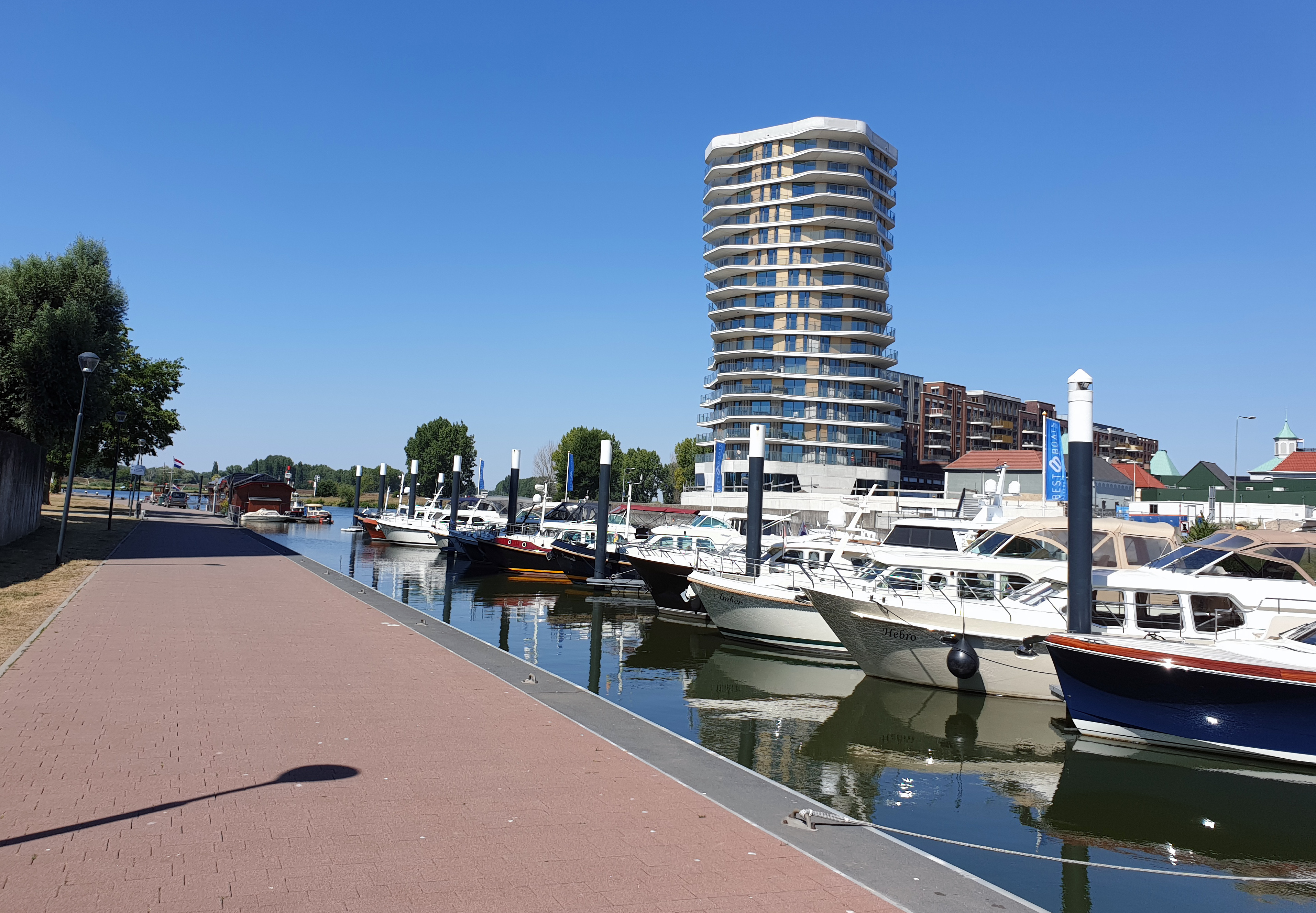
Maashaven (ehemaliger Frachthafen nieuwe Maashaven), Roermond, August 2020

Die Stadt liegt an der Mündung der Rur (niederländisch Roer) in die Maas am rechten Maasufer. Die Innenstadt liegt unmittelbar an der Rur. Das Gemeindegebiet besteht im Wesentlichen aus dem rund fünf Kilometer breiten Streifen zwischen Maas und der Grenze zu Deutschland.
Durch Kiesabtragungen sind im Gemeindegebiet zahlreiche miteinander verbundene Seen entstanden, die Maasplassen (deutsch Maasseen oder Maastümpel). Das rund 3000 Hektar große Gebiet ist das größte Binnen-Wassersportgebiet der Niederlande.

### Geologie
Roermond liegt im Erdbebengebiet Kölner Bucht. Vier Kilometer südwestlich der Stadt lag am 13. April 1992 das Epizentrum des Erdbebens von Roermond, eines Erdbebens der Magnitude 5,9 auf der Richterskala. Es war das stärkste Erdbeben in Mitteleuropa seit dem Jahre 1756.

### Stadtteile
Roermond gliedert sich in insgesamt 36 Stadtteile. Zum Jahresbeginn 2007 wurde die nördliche Nachbargemeinde Swalmen mit 8790 Einwohnern eingemeindet. Die Gemeindefläche vergrößerte sich durch die Eingemeindung erheblich von 46,87 auf 71,19 km².
Die zehn Stadtbezirke haben folgende Einwohnerzahlen:
| Bezirk        | Jahr    | Jahr    | Jahr   |
| Bezirk        | 2006    | 2012    | 2018   |
| ------------- | ------- | ------- | ------ |
| Centrum       | 9.010   | 9.360   | 10.160 |
| Roermond-Oost | 5.670   | 6.130   | 06.395 |
| Roermond-Zuid | 5.860   | 5.675   | 05.865 |
| Maasniel      | 7.530   | 7.660   | 07.555 |
| Donderberg    | 4.960 * | 4.765 * | 07.095 |
| Hoogvonderen  | 6.120 * | 5.825 * | 03.360 |
| Asenray       | 0.890   | 0.870   | 00.930 |
| Herten        | 5.420   | 7.055   | 07.595 |
| Swalmen       | –       | 8.670   | 08.660 |
| Maasplassen   | –       | 0.150   | 00.125 |
| Gesamt        | 45.460  | 56.160  | 57.740 |

### Nachbargemeinden
- Beesel
- Leudal
- Maasgouw
- Roerdalen
- Brüggen (Deutschland)
- Niederkrüchten (Deutschland)

## Name
Der Stadtname Roermond legt zwar nahe, dass die Mündung (niederländisch monding) der Rur (Roer) in die Maas gemeint ist (wie Rijnmond), hat aber einen anderen Ursprung, allein da die Mündung der Rur in die Maas vor 1338 etliche Kilometer weiter westlich fern der Stadt lag. Die zweite Silbe mond stammt wahrscheinlich von der Bezeichnung „monte“ für eine Erhebung. Gemeint ist ein Burgberg, eine alte Befestigungsanlage, genannt Motte – Roermond bedeutet demnach „Rurburg“. Nach anderer Lesart ist „mond“ von lateinisch mundium – Stadt hergeleitet, also „Stadt an der Rur“ oder „Rurbrücke“ mit keltisch-germanisch „monde“ für „Brücke“.

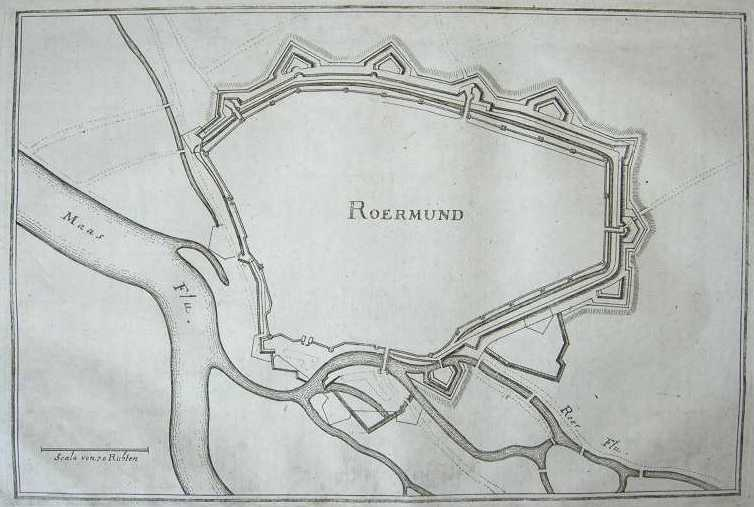
Stadtbefestigung um 1650

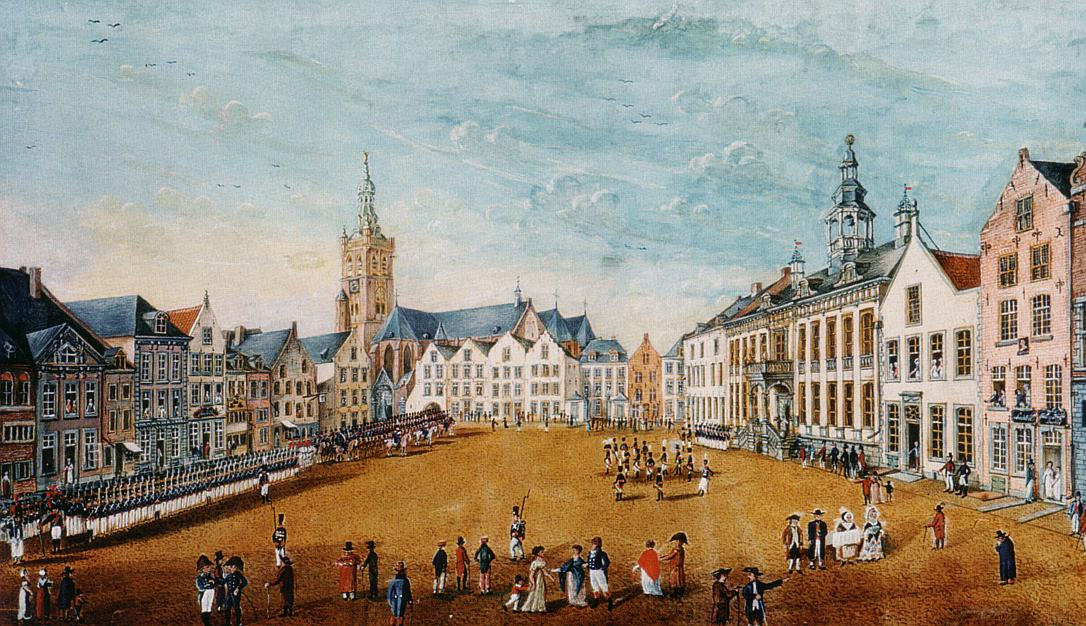
Marktplatz 1793 mit französischer Truppenparade

## Geschichte

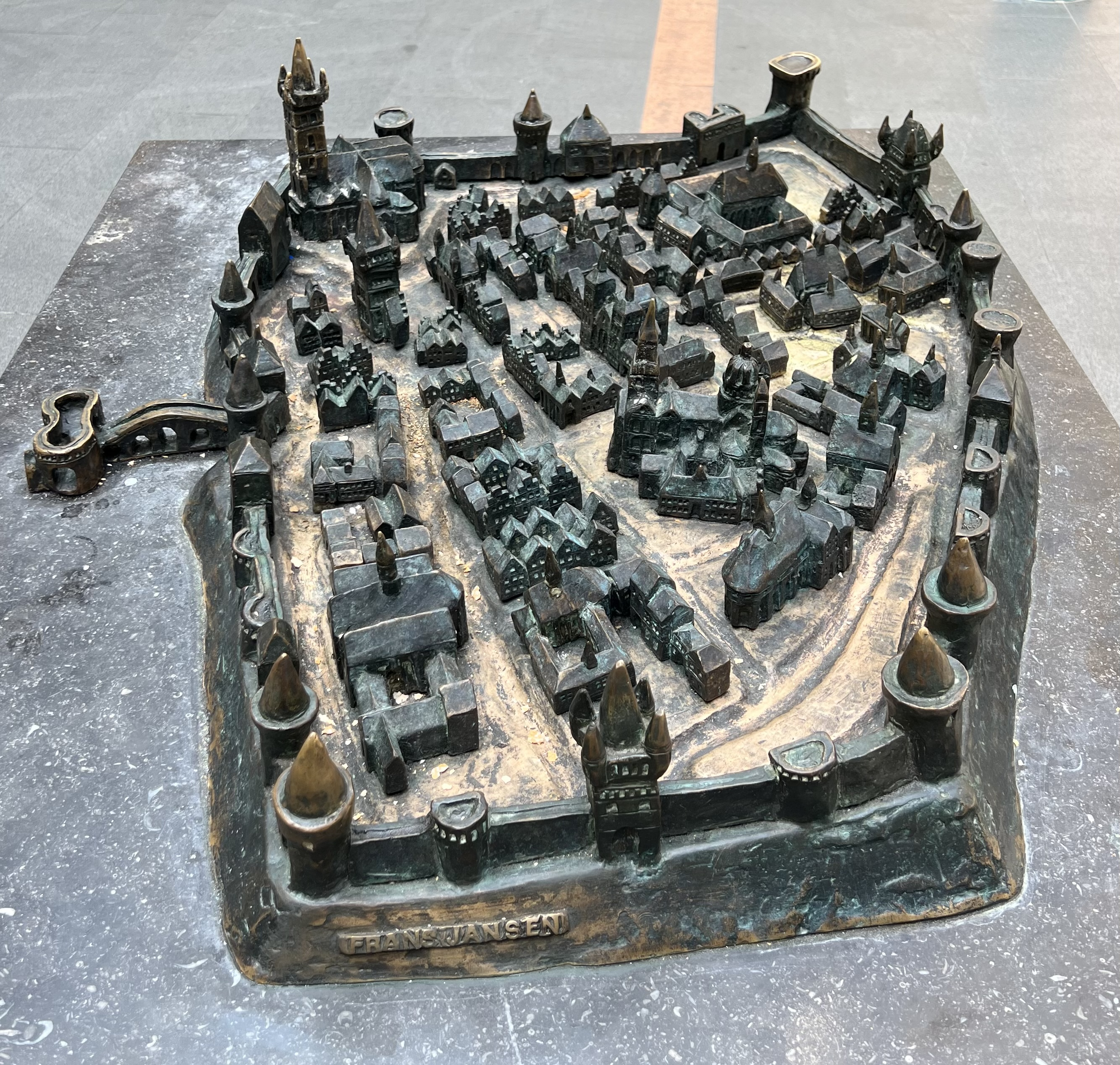
Roermond im Mittelalter

Die städtischen Ursprünge reichen bis zu den Römern zurück. Ein der Göttin Rura geweihter Altarstein, der im Stadtgebiet gefunden wurde, stammt aus dem 3. Jahrhundert n. Chr. Cäsar soll den römischen Ort „Villa Optima“, also „bester Wohnplatz“ genannt haben.
Die älteste bis heute erhaltene Urkunde, in der Roermond erwähnt wird, datiert von 1130; damals gehörte es zum Herzogtum Geldern. Im Jahr 1213 wurde Roermond vom deutschen Kaiser Otto IV. zerstört. Beim anschließenden Wiederaufbau begann man 1224 auch mit dem Bau der Münsterabtei, von der noch heute die Liebfrauen-Münsterkirche erhalten geblieben ist.
Im Jahr 1232 erhielt Roermond ein eigenes Siegel sowie das Recht, Steuern zu erheben und zur Rechtsprechung und wurde 1441 Hansestadt. Die Stadt erhielt 1472 das Recht zur Münzprägung. Von 1338 bis 1342 wurde der Lauf der Maas künstlich um etwa sieben Kilometer an die Stadtgrenze verlegt und damit auch die Rurmündung.
Nimwegen und das Oberquartier Gelderns kamen 1543 durch den Vertrag von Venlo unter spanische Herrschaft. Im Jahre 1554 ereignete sich der erste große Stadtbrand. 1559 wurde erstmals das Bistum Roermond gebildet; 1801 („Franzosenzeit“) wurde es vorübergehend – bis 1853 – aufgelöst. 1665 kam es zum zweiten großen Stadtbrand.
Von 1702 bis 1716 war Roermond ein selbstständiger Staat. Anschließend gehörte es bis 1794 zu den Österreichischen Niederlande, wobei die Stadt im Dezember 1792 erstmals von den Franzosen unter Francisco de Miranda erobert wurde. Im März 1793 eroberten die Österreicher Roermond zunächst zurück, bevor es im April 1794 von den Franzosen besetzt wurde, die die Stadt in Rurmonde umbenannten.
Die Besetzung durch die Franzosen währte bis 1814, als es durch russische Truppen befreit wurde. Von 1815 bis 1830 war die Stadt niederländisch, anschließend gehörte sie bis 1839 zu Belgien. Es folgte bis 1866 eine Doppelzugehörigkeit Ostlimburgs zu den Niederlanden und zum Deutschen Bund. Seit 1866 ist die Stadt wieder ausschließlich niederländisch.
Beim Überfall der deutschen Wehrmacht auf die Niederlande (10. Mai 1940) war Roermond eine der wenigen Städte, in denen für einige Tage militärischer Widerstand geleistet wurde (Slag om Roermond).
Die Niederlande kapitulierten am 15. Mai 1940. Am 29. Dezember 1944 wurden etwa 3000 Männer zwischen 16 und 60 Jahren aus Roermond deportiert. Sie verbrachten die Nacht auf den 30. in Dülken im Freien, wurden am 30. mit dem Zug nach Wuppertal transportiert und von dort zur Zwangsarbeit in verschiedene Städte gebracht. Hieran erinnert seit 1953 ein Denkmal in der Nassaustraat in Roermond. Wenige Tage zuvor, am 26. Dezember, waren 14 Roermonder Männer im Alter zwischen 16 und 48 Jahren von der Wehrmacht in den Elmpter Wald getrieben worden, wo sie gezwungen worden waren, sich ihr eigenes Grab zu schaufeln, und ohne Urteil erschossen wurden. Im Elmpter Wald erinnert an dieses Kriegsverbrechen das Mahnmal Lüsekamp.

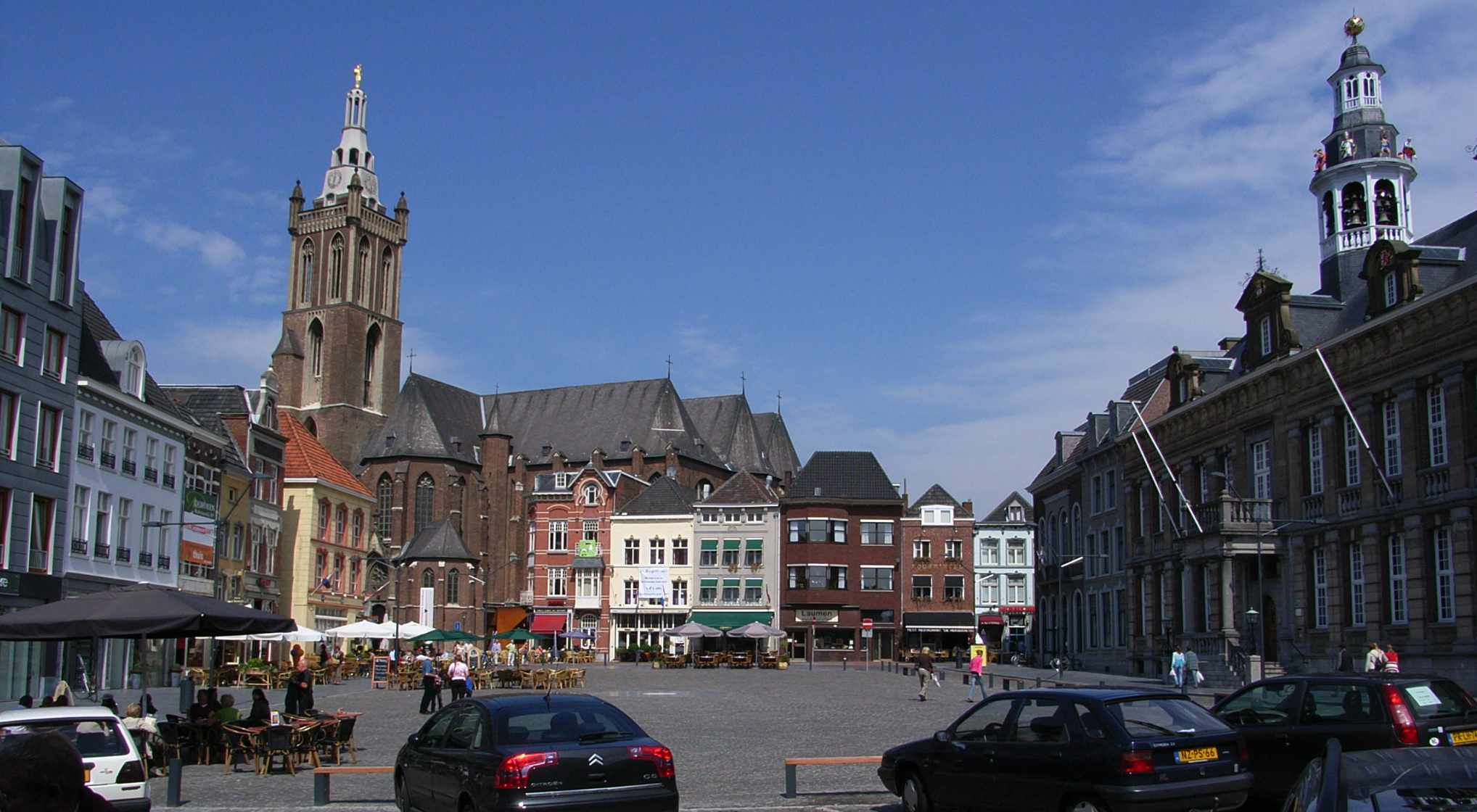
Der Marktplatz von Roermond, rechts das Rathaus, im Hintergrund die Kathedrale

Die Westalliierten eroberten das Geländedreieck zwischen Roermond, Sittard und Heinsberg im Rahmen der Operation Blackcock (14. bis 26. Januar 1945).
Die Wehrmacht befürchtete seit dem Geländeverlust durch die Operation Blackcock, dass ihr Frontabschnitt zwischen Heinsberg und Venlo, die seit Herbst 1944 provisorisch befestigte Maas-Rur-Stellung, beidseitig umfasst werden würde. Deshalb zogen sie sich aus diesem Frontabschnitt kampflos zurück. Sie sprengten vor ihrer Flucht am 28. Februar 1945 den Turm der Christoffelkathedraal, der Bischofskirche des Bistums Roermond. Am 1. März erreichte die Recce Troop (Aufklärungseinheit) der 35. US-Infanteriedivision („Santa Fe Division“) das von der Wehrmacht bereits verlassene Roermond.
Am 13. April 1992 war die Stadt das Epizentrum eines Erdbebens der Stärke 5,9.
Im Jahre 2001 eröffnete in Roermond ein Outletcenter. 2013 wurde es von etwa 4,6 Millionen Menschen besucht.

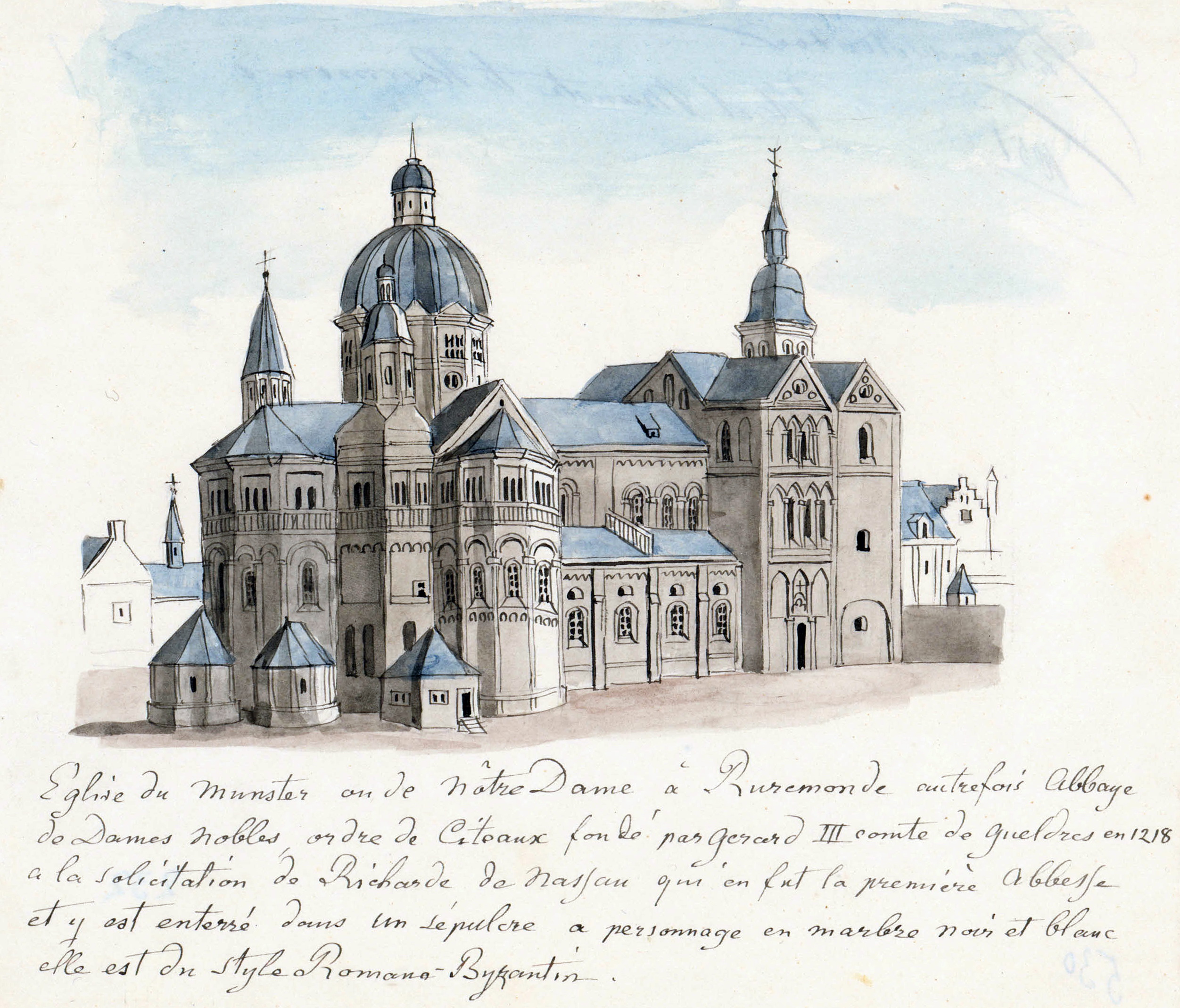
Münsterkirche

### Wappen
Blasonierung: „Geteilt von Blau und Silber, oben ein doppelschwänziger, aufrechter, rotbezungter und -bewehrter, goldbekronter, goldener Löwe, unten eine rote heraldische Lilie. Der Schild ist mit einer goldenen Dreiblattkrone, geschmückt mit zwei Perlen, drei roten Rautensteinen und zwei blauen Ovalsteinen, bedeckt“.
Erklärung: Der Löwe repräsentiert den „Geldrischen Löwen“, das Wappentier Gelderns, an dem das Roermondsche Land, Obergeldern oder Oberquartier genannt, seit dem 13. Jahrhundert einen großen Anteil hatte. Die Lilie ist dem Wappen der Familie „van Wachtendonck“ (In Silber eine rote Lilie; siehe auch Wachtendonk mit Lilie im Wappen) entnommen, die etliche Vögte zu Roermond stellten. Ein Siegelstempel aus dem 13. Jahrhundert ist überliefert und zeigt die Lilie. Das älteste überlieferte Stadtsiegel Roermonds datiert von 1250 und stellt das Wappen der Herzöge von Geldern dar.
Der Wahlspruch Aequitas judicia tua domine, dt. „Gerechtigkeit sind deine Urteile, Herr“ nimmt auf Psalm 119:75 Bezug: Cognovi, Domine, quia aequitas judicia tua, et in veritate tua humiliasti me. = Herr, ich weiß, dass deine Urteile gerecht sind; in deiner Treue hast du mich gedemütigt. (Übersetzung nach Lutherbibel 2017)

## Kultur und Sehenswürdigkeiten

### Sehenswürdigkeiten

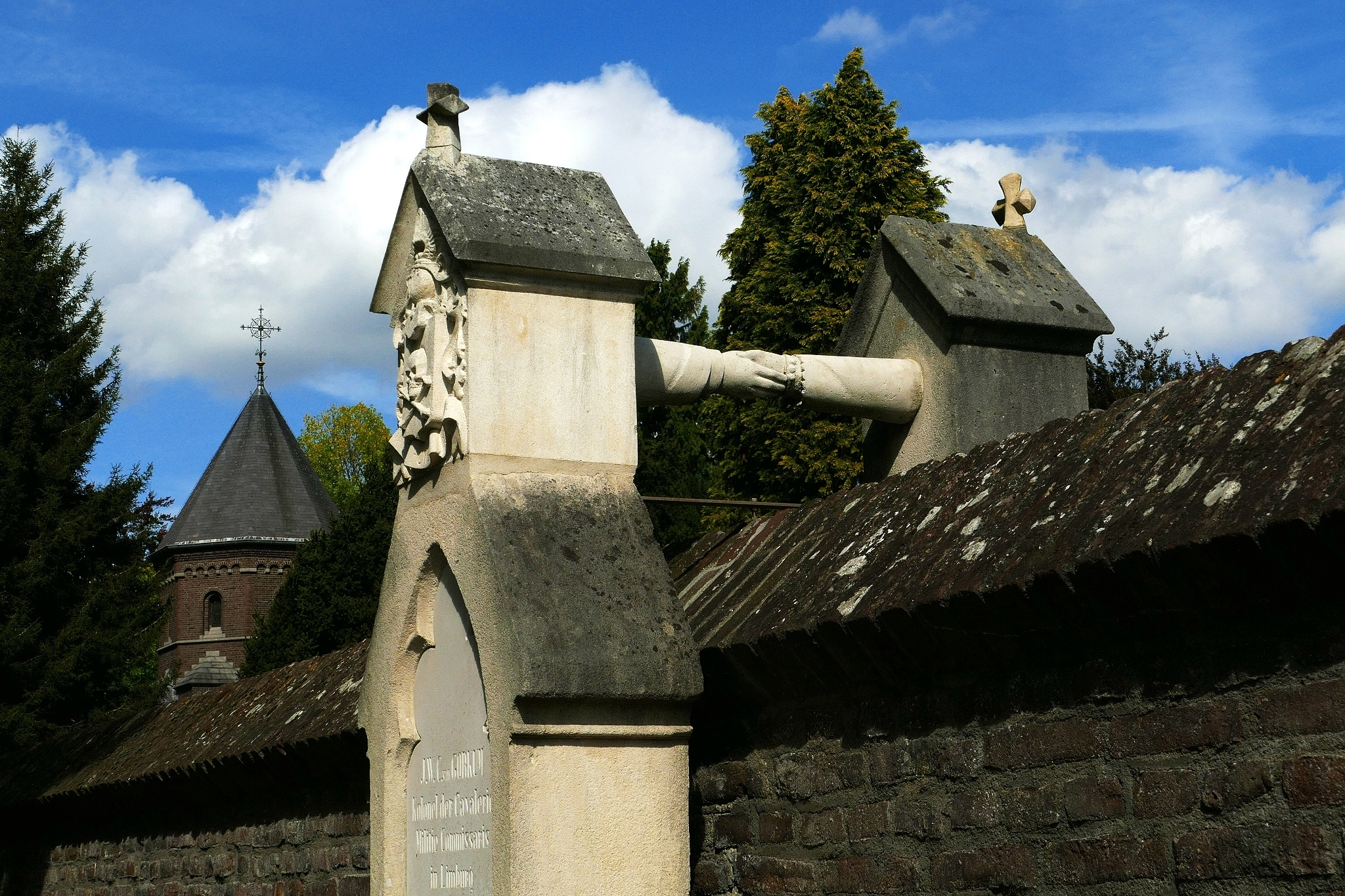
Das Doppelgrab Graf met de Handjes auf dem Oude Kerkhof

- Liebfrauen-Münsterkirche (13. Jahrhundert). Im Inneren das Prunkgrab der Stifter Graf Gerhard IV. von Geldern und Gattin Margaretha von Brabant
- Kathedrale St. Christophorus (15. Jahrhundert). Im Inneren: Dalheimer Kreuz aus dem 13. Jh.
- Minderbroederskerk (15. Jahrhundert)
- Rathaus aus dem Jahre 1700 mit einem Glockenspielturm
- Yachthäfen
- Marienwallfahrtsort Kapelle in 't Zand (Kapelle im Sand) mit dem Begraafplaats Nabij de Kapel in 't Zand (Friedhof bei der Kapelle) mit dem ungewöhnlichen Doppelgrab Graf met de handjes (Grab mit den Händchen)
- spätgotische Begardenkapelle
- Resort Marina Oolderhuuske, schwimmende Häuser auf dem Maassee Hatenboer (Zuidplas) mit eigener Marina (Hafen), Campingplatz und Restaurant

## Politik

### Sitzverteilung im Gemeinderat
Der Gemeinderat wird seit 1982 folgendermaßen gebildet:
| Partei                                              | Sitze a | Sitze a | Sitze a | Sitze a | Sitze a | Sitze a | Sitze a | Sitze a | Sitze a | Sitze a | Sitze a |
| Partei                                              | 1982    | 1986    | 1990    | 1994    | 1998    | 2002    | 2006    | 2010    | 2014    | 2018    | 2022    |
| --------------------------------------------------- | ------- | ------- | ------- | ------- | ------- | ------- | ------- | ------- | ------- | ------- | ------- |
| Liberale Volkspartij Roermond                       | –       | –       | –       | –       | –       | –       | –       | –       | 10      | 9       | 11      |
| GroenLinks                                          | –       | –       | 3       | 4       | 4       | 3       | 2       | 2       | 4       | 7       | 5       |
| CDA                                                 | 9       | 8       | 9       | 7       | 5       | 7       | 5       | 5       | 5       | 5       | 3       |
| Demokraten Swalmen                                  | –       | –       | –       | –       | –       | –       | 3       | 2       | 3       | 3       | 3       |
| Stadspartij Roermond                                | –       | –       | –       | –       | –       | –       | 1       | 1       | 1       | 1       | 2       |
| VVD b                                               | 5       | 4       | 4       | 5       | 7       | 10      | 9       | 11      | 3       | 2       | 2       |
| D66                                                 | 0       | –       | 1       | 1       | 1       | 1       | 0       | 1       | 2       | 2       | 2       |
| PvdA                                                | 3       | 7       | 4       | 4       | 4       | 4       | 5       | 4       | 3       | 0       | 2       |
| SP                                                  | –       | –       | –       | –       | –       | –       | 3       | 2       | –       | 1       | 1       |
| DENK                                                | –       | –       | –       | –       | –       | –       | –       | –       | –       | 1       | –       |
| Burgerbelangen Roermond                             | –       | –       | –       | –       | –       | 3       | 3       | 2       | 0       | –       | –       |
| Partij Voor De Eenheid                              | –       | –       | –       | –       | –       | –       | –       | 1       | 0       | –       | –       |
| Liberalen ’97                                       | –       | –       | –       | –       | 0       | 1       | –       | –       | –       | –       | –       |
| Demokraten Maasniel, Asenray, Leeuwen b             | 3       | 3       | 3       | 3       | 3       | –       | –       | –       | –       | –       | –       |
| Demokraten Roermond b                               | –       | –       | 3       | 2       | 2       | –       | –       | –       | –       | –       | –       |
| Algemeen Ouderen Verbond                            | –       | –       | –       | –       | 1       | –       | –       | –       | –       | –       | –       |
| Unie 55+                                            | –       | –       | –       | –       | 1       | –       | –       | –       | –       | –       | –       |
| Centrum Democraten                                  | –       | –       | –       | 1       | –       | –       | –       | –       | –       | –       | –       |
| Demokraten Roermond Veld, Kapel, Kemp, Kitskensberg | 1       | 1       | –       | –       | –       | –       | –       | –       | –       | –       | –       |
| Roermond Links c                                    | 1       | 1       | –       | –       | –       | –       | –       | –       | –       | –       | –       |
| Raad ’70                                            | 2       | 1       | –       | –       | –       | –       | –       | –       | –       | –       | –       |
| Donderberg/ Hoogvonderen                            | 1       | –       | –       | –       | –       | –       | –       | –       | –       | –       | –       |
| Gesamt                                              | 25      | 25      | 27      | 27      | 27      | 29      | 31      | 31      | 31      | 31      | 31      |

- SP: 1
- PvdA: 2
- GL: 5
- D66: 2
- LVR: 11
- SPR: 2
- VVD: 2
- CDA: 3
- DS: 3

Anmerkungen

### Kollegium von Bürgermeister und Beigeordneten
Die Koalitionsparteien CDA, D66, Demokraten Swalmen und GroenLinks stellen dem Kollegium im Zeitraum von 2018 bis 2022 die Beigeordneten bereit. Abgesehen von GroenLinks steuern alle Parteien jeweils einen Beigeordneten bei, jene hingegen sind mit zwei Beigeordneten im Kollegium zugegen. Folgende Personen gehören zum Kollegium und sind in folgenden Bereichen zuständig:
| Funktion         | Name                        | Partei             | Ressort | Anmerkung                          |
| ---------------- | --------------------------- | ------------------ | --- | ---------------------------------- |
| Bürgermeisterin  | Yolanda Hoogtanders         | VVD                | öffentliche Ordnung und Verwaltungssachen; integrale Sicherheit/integrale Vollstreckung; Beschwerden-Regelung; Bevölkerungsangelegenheiten, Personenregistrierung und Wahlen; administrative und (EU)regionale Zusammenarbeit; Repräsentation und externe Beziehungen; Dualismus; Integrität              | seit dem 20. September 2023 im Amt |
| Beigeordnete     | Angely Waajen-Crins         | CDA                | wirtschaftliche Angelegenheiten und Arbeitsmöglichkeiten; Arbeitsmarktpolitik (Arbeitgeber); Raumplanung; Wohnungswesen; Umgebungskonzept; Beigeordnete für die Projekte N280 und vitale Stadt | –                                  |
| Beigeordnete     | Marianne Smitsmans-Burhenne | GroenLinks         | gesellschaftliche Fürsorge; Sozialwesen; Volksgesundheit; Kommunikation; Bürgerpartizipation; soziale Angelegenheiten; Arbeitsmarktpolitik (Arbeitnehmer) | stellvertretende Bürgermeisterin   |
| Beigeordnete     | Rens Evers                  | GroenLinks         | Nachhaltigkeit; öffentlicher Raum und städtische Verwaltung; Mobilität und Infrastruktur; grüne Umwelt und Rohstoffe; Natur, Landschaft und Wasser; Bezirksentwicklung und bezirksgezieltes Arbeiten; Umweltgesetz (Implementierung); Umweltgenehmigungen; Beigeordneter für das Projekt Bahnhofsumgebung | –                                  |
| Beigeordnete     | Frans Schreurs              | Demokraten Swalmen | Finanzen; Grundlegendes und Eigentum; rechtliche Angelegenheiten und Qualitätsmanagement; Personal, Organisation und Informationsversorgung; Sport und Sportanlagen | –                                  |
| Beigeordnete     | Ferdinand Pleyte            | D66                | Bildung und Erziehung; Kultur; Vielfalt; Denkmäler, Erbgut und Archäologie; Beigeordneter für das Projekt Entwicklungsplan für den Bezirk Donderberg | –                                  |
| Gemeindesekretär | Han Geraedts                | –                  | – | seit Oktober 2011 im Amt           |

## Galerie

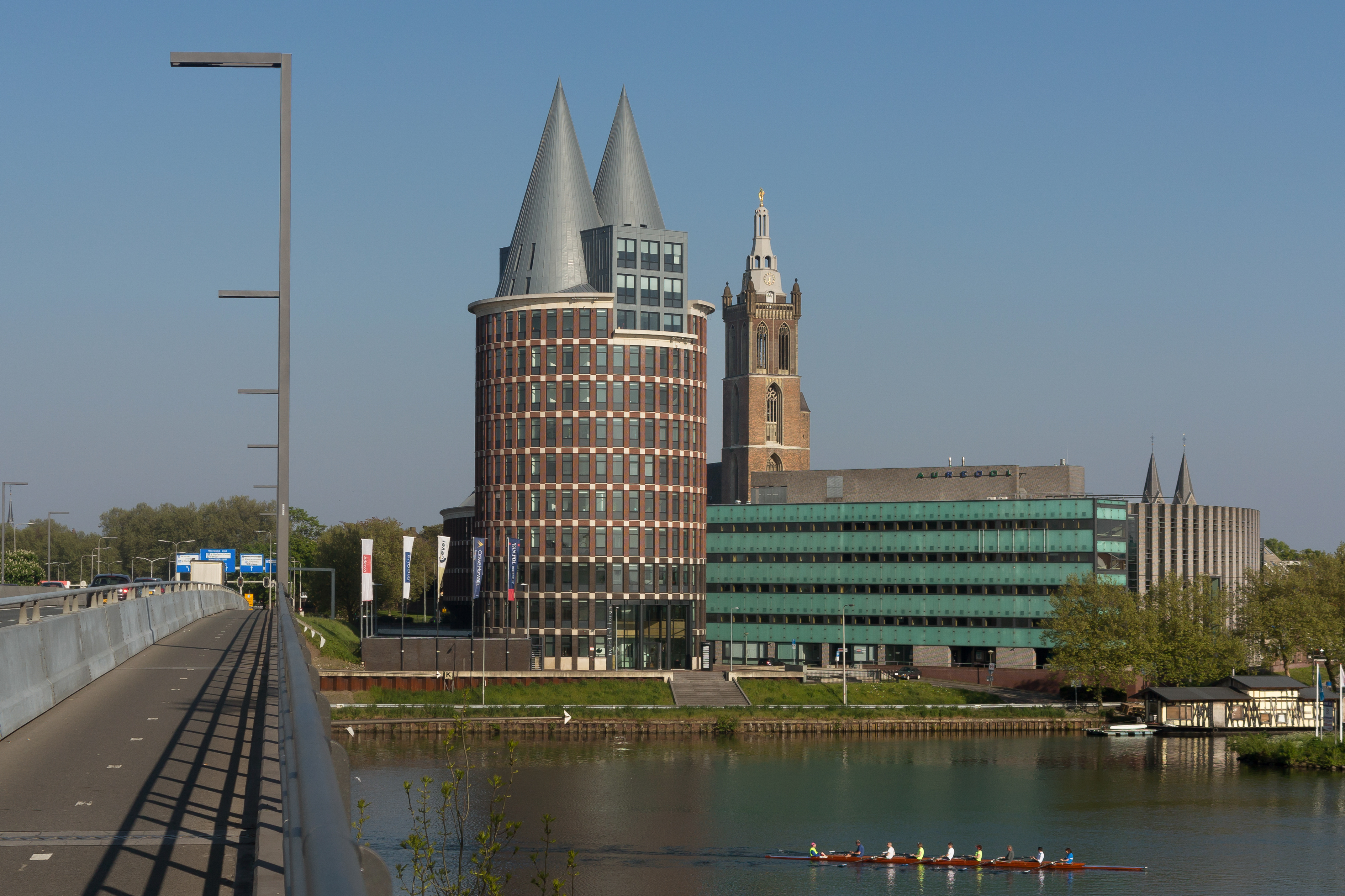
Turm (de Natalinitoren) und Kathedrale (de Sint-Christoffelkathedraal)
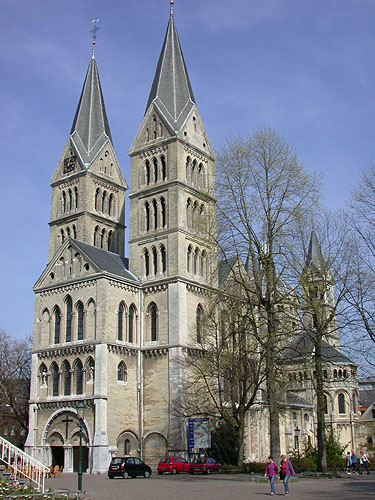
Munsterkerk
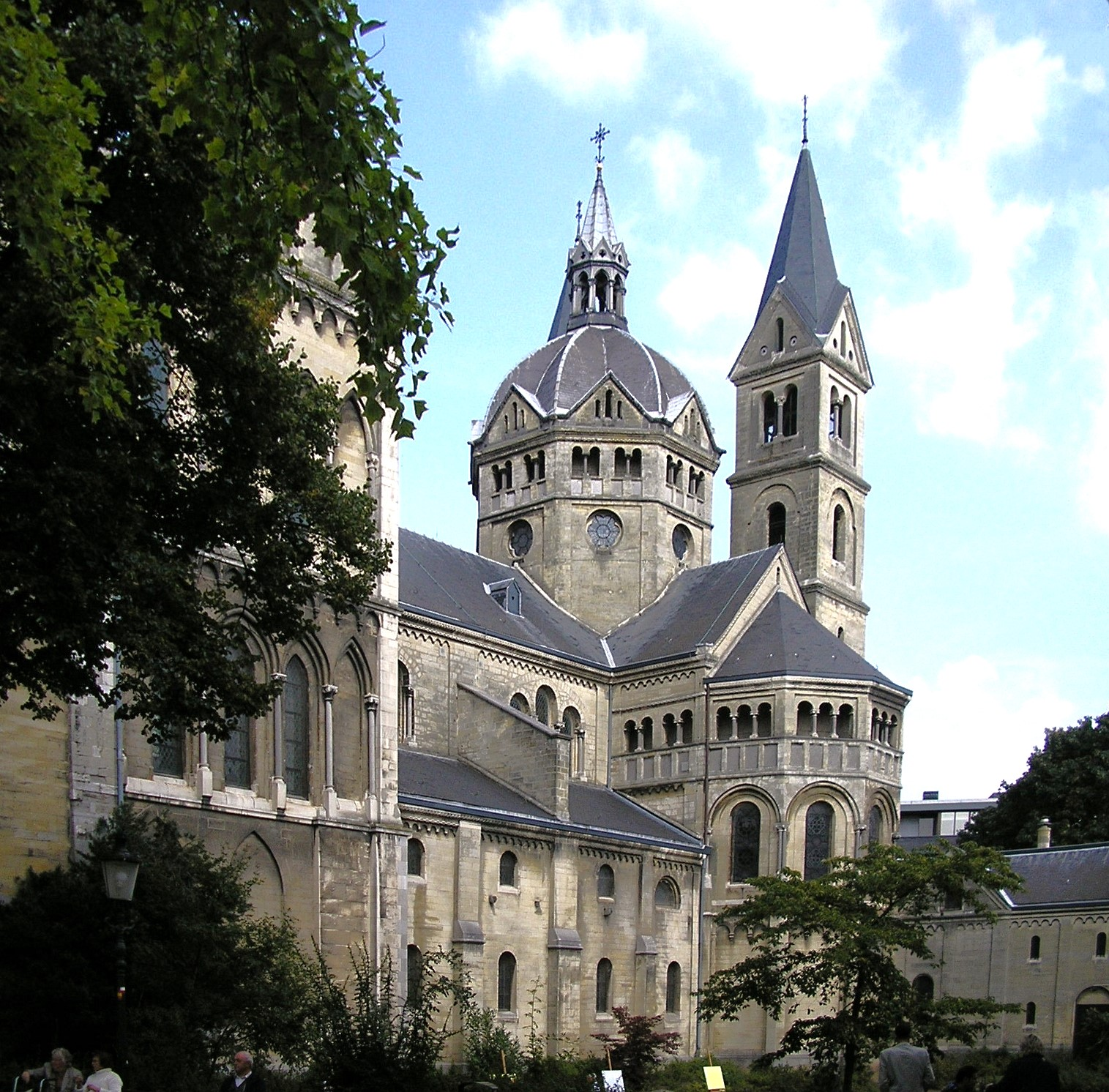
Munsterkerk
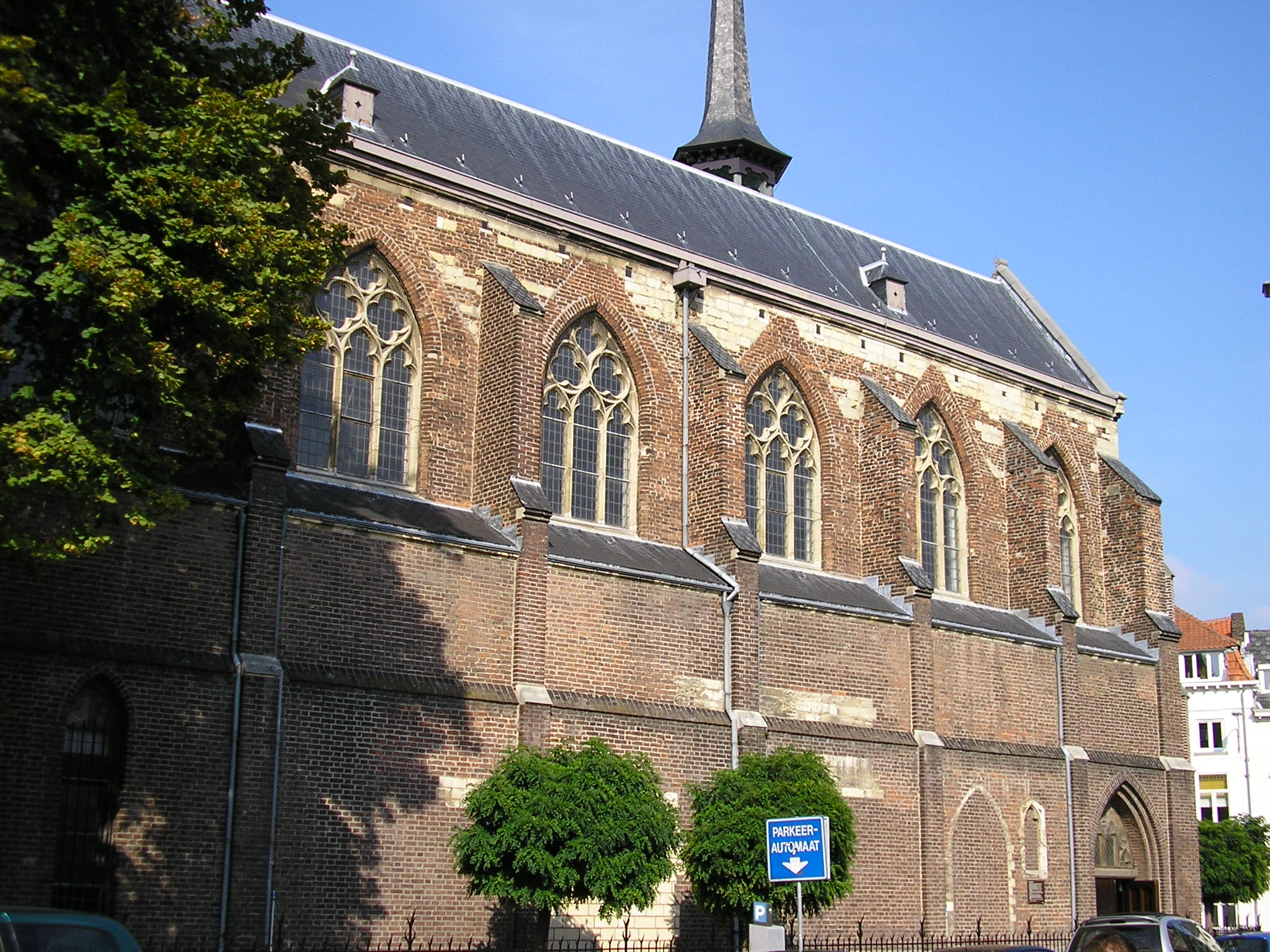
Minderbroederskerk
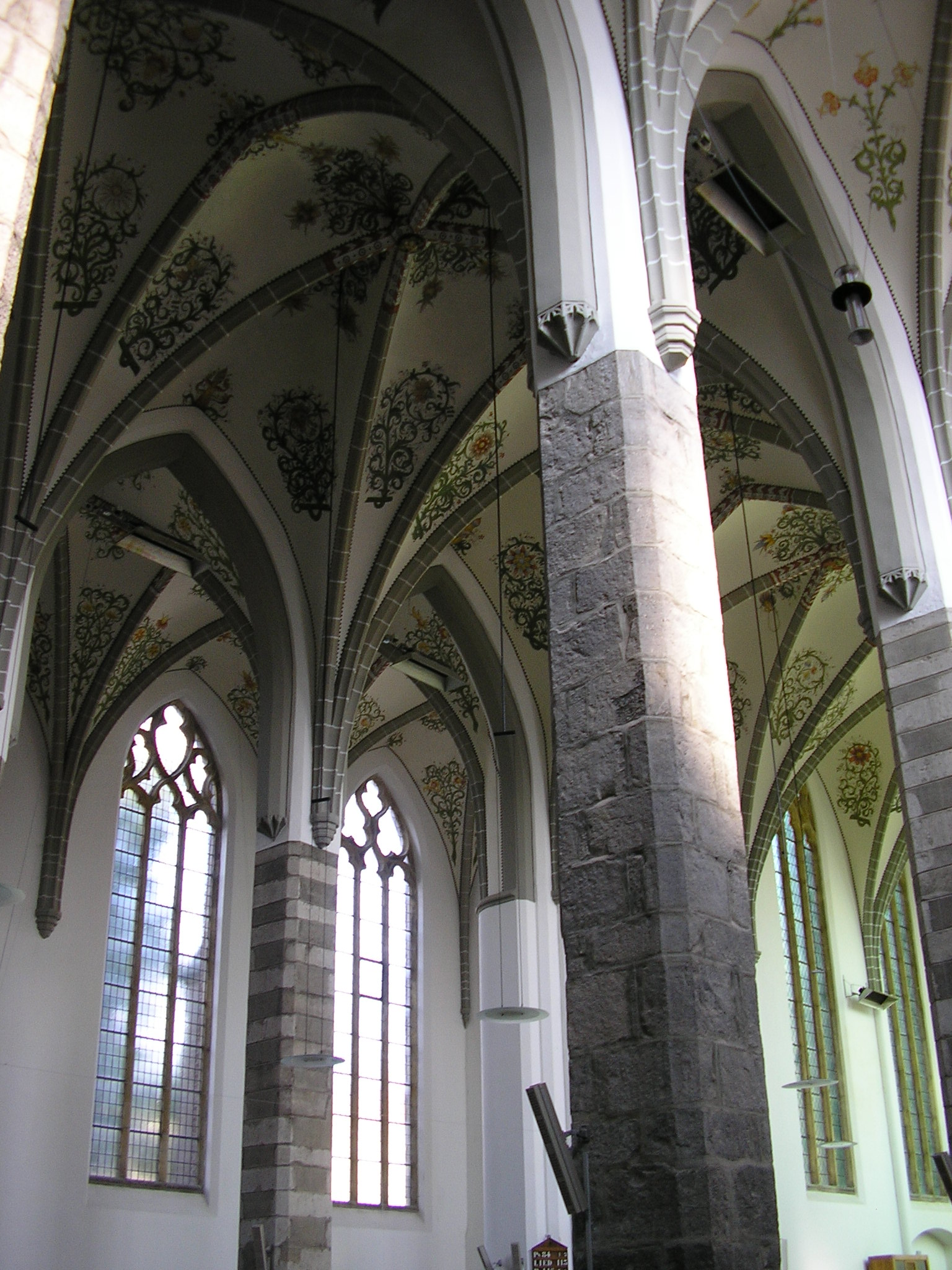
Minderbroederskerk, Blick in das nach dem Erdbeben 1992 renovierte Gewölbe
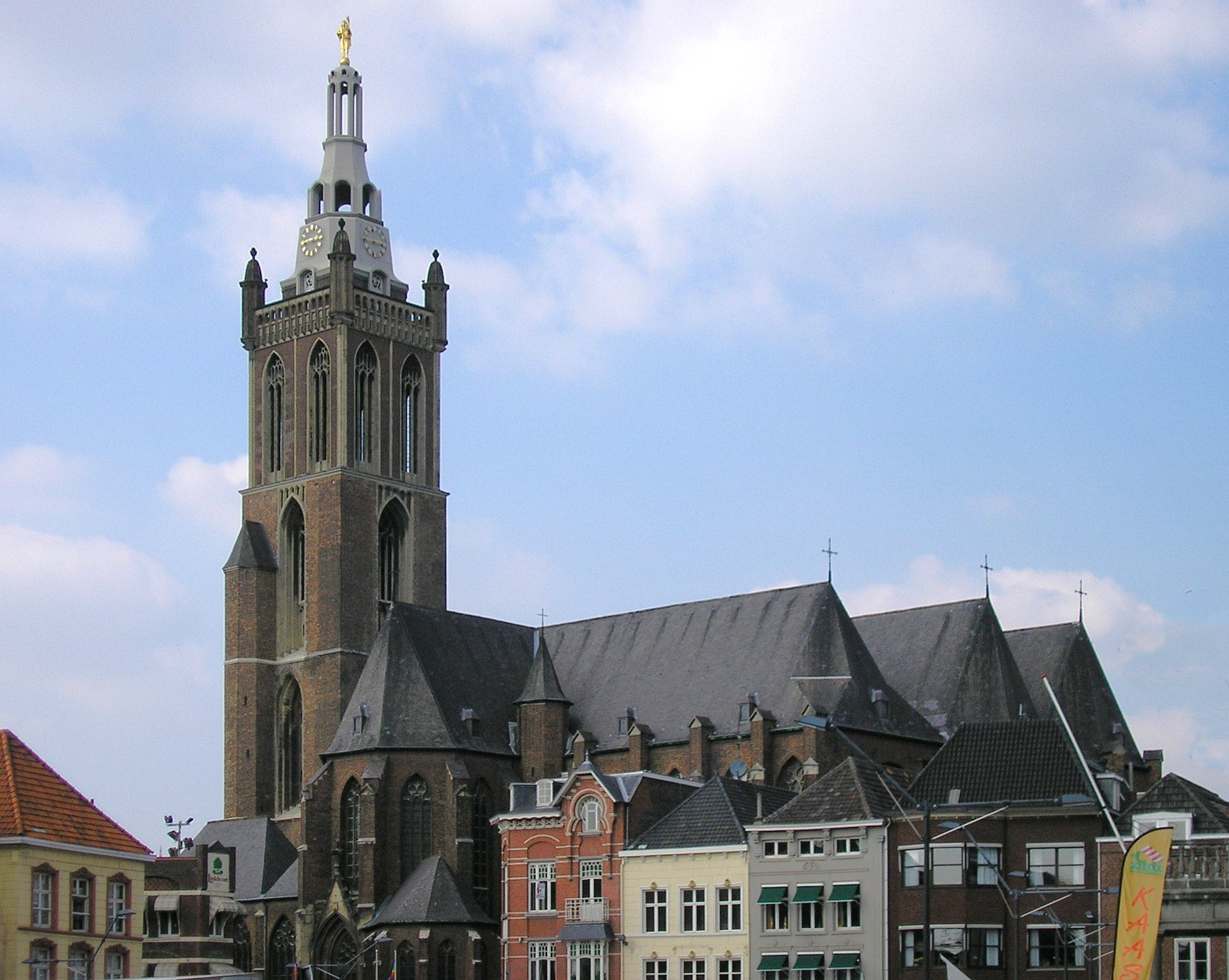
Kathedrale St. Christophorus
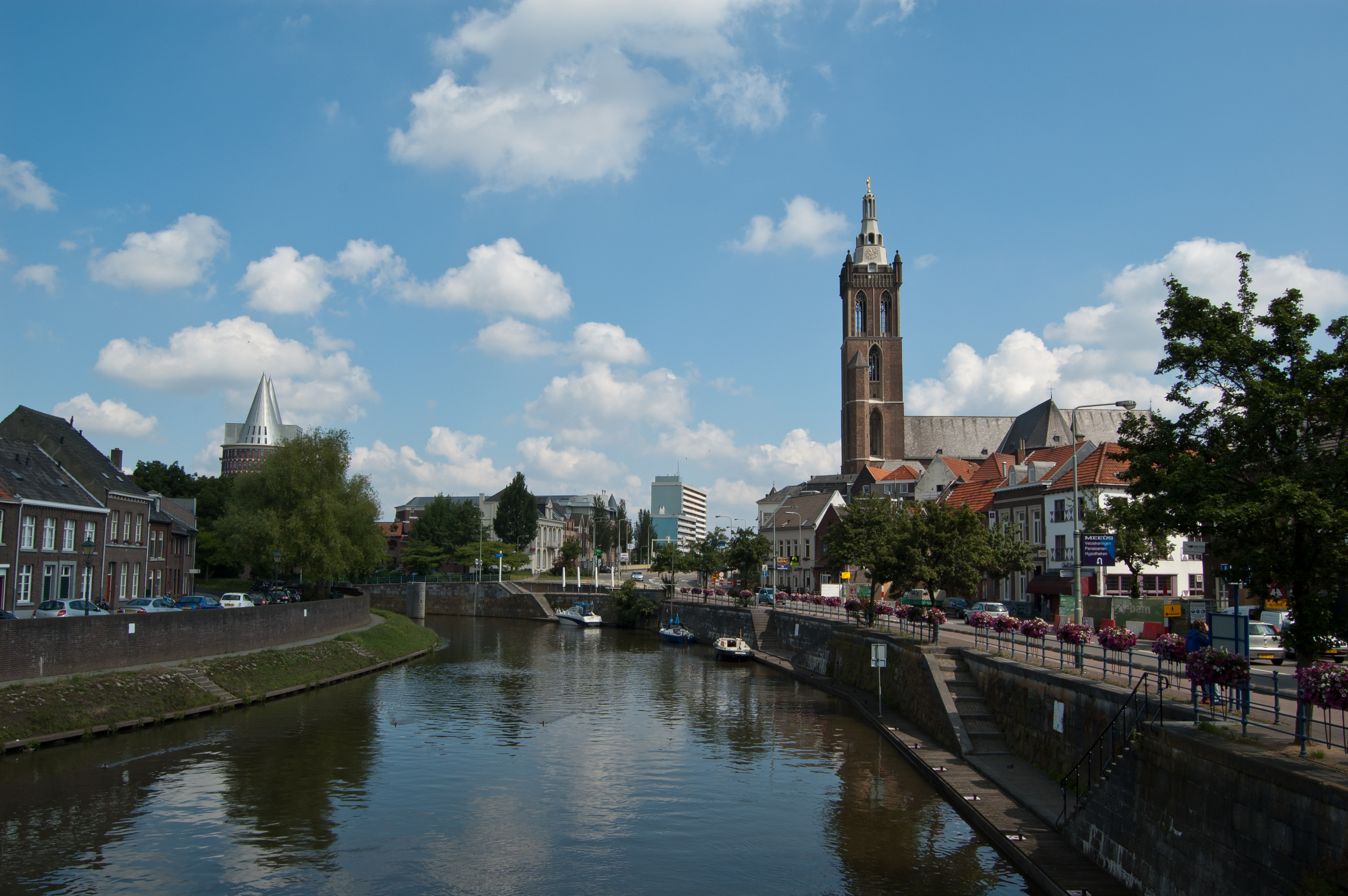
Blick auf die Rur kurz vor der Mündung in die Maas mit Rurhafen und der St. Christophorus Kathedrale rechts im Hintergrund
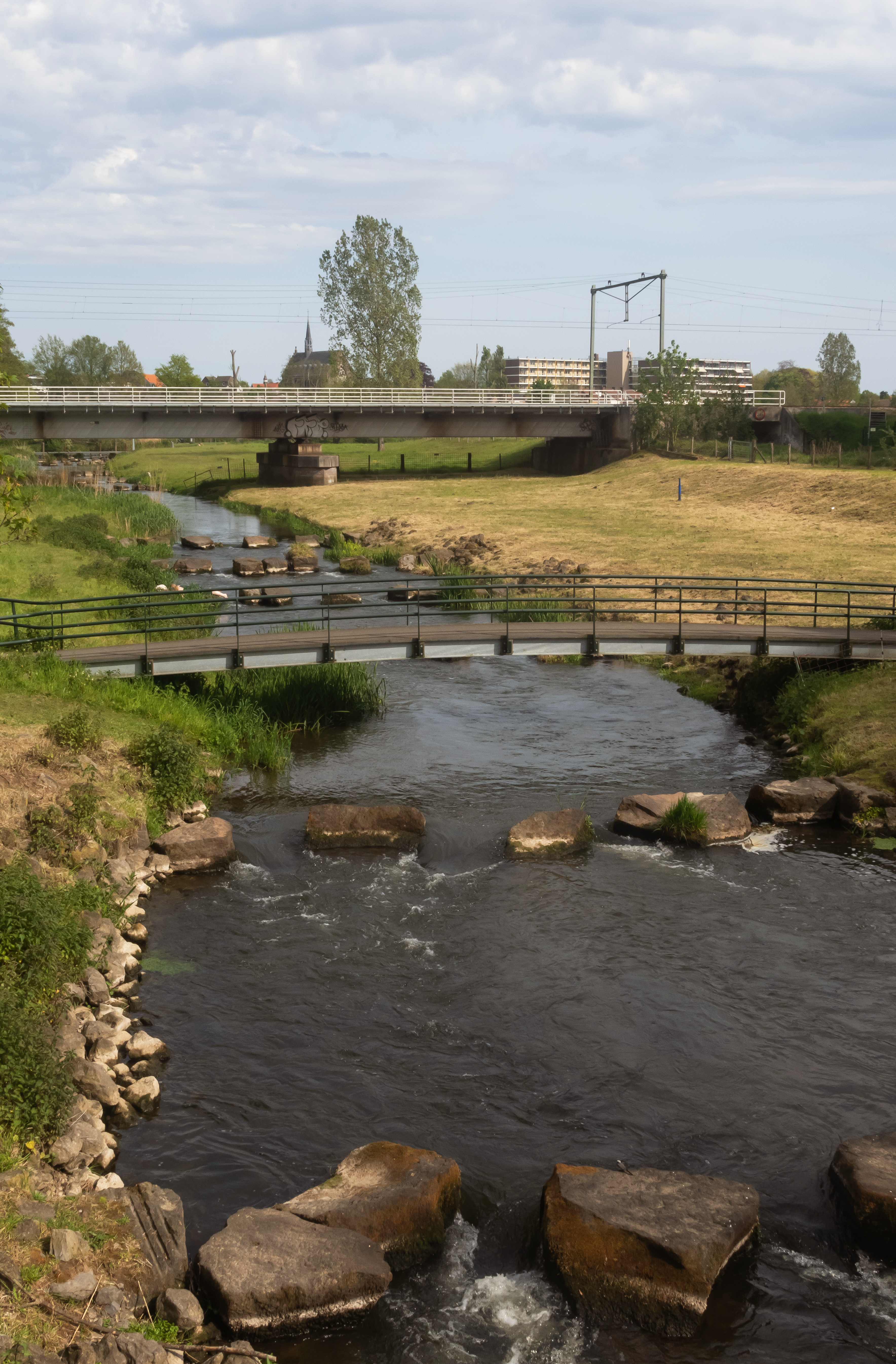
Blick auf den Hambeek in Roermond
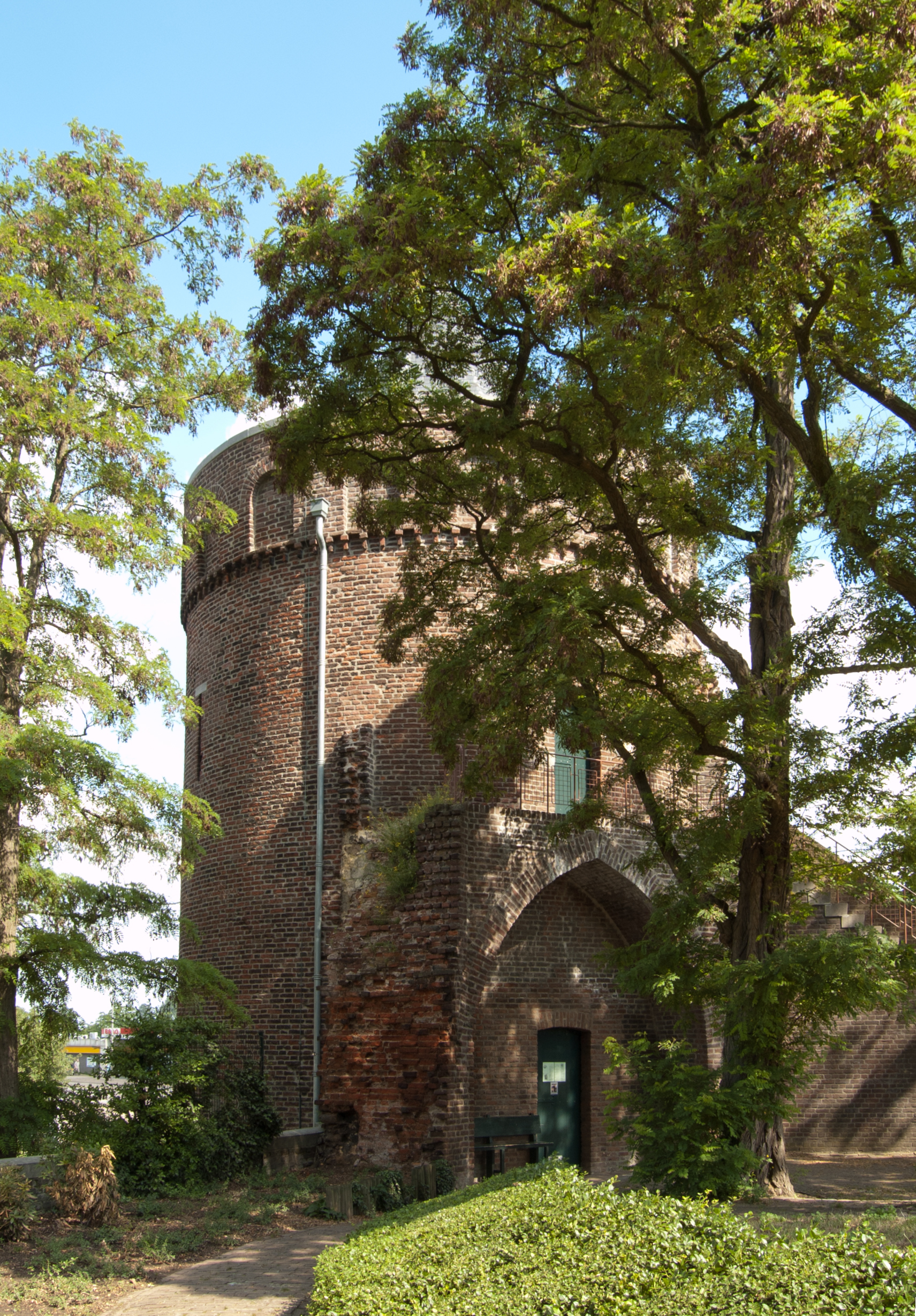
Wehrturm neben der Kathedrale
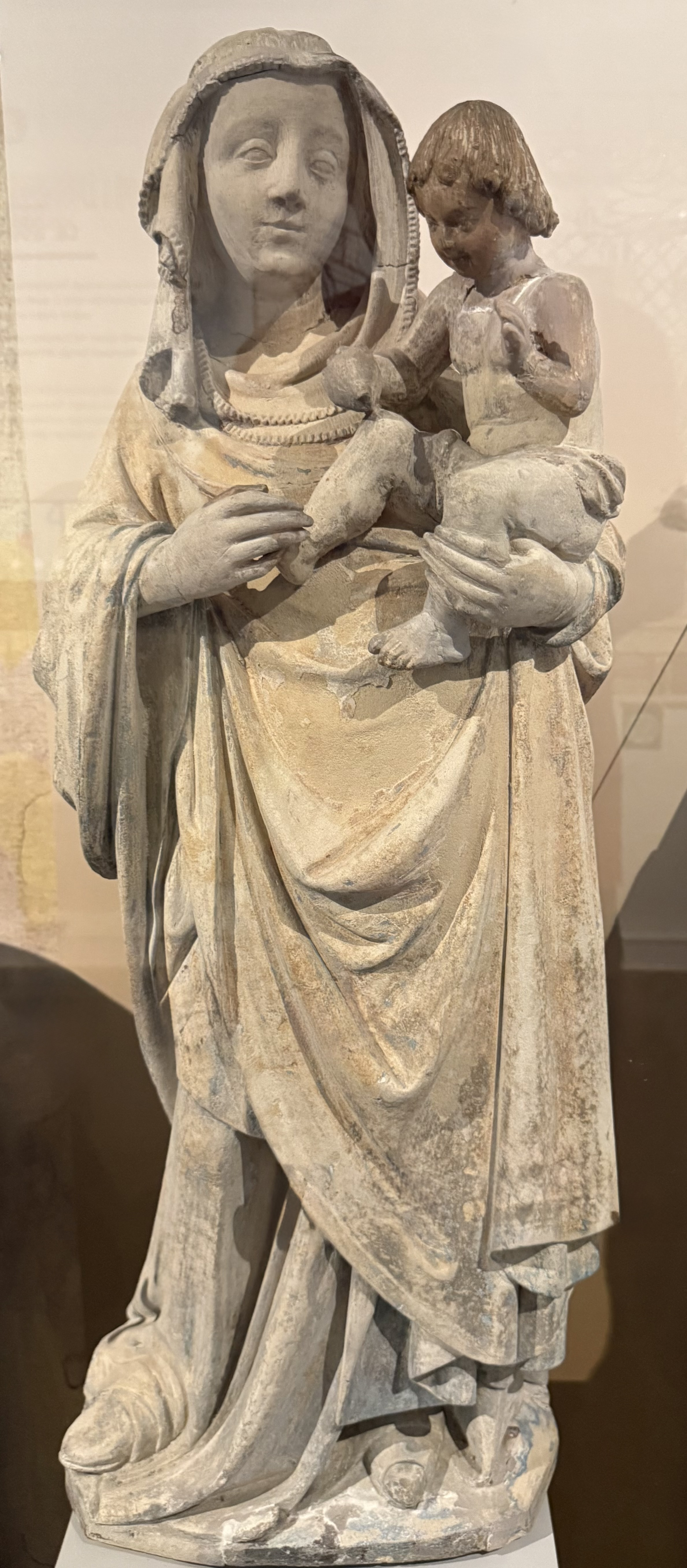
Madonna mit Kind von 1420 im Haus der Geschichte

### Museen
- Haus von Cuypers (Cuypershuis)
- Haus der Geschichte (Historiehuis)
- Galerie RRMND

### Regelmäßige Veranstaltungen
Die Stadt Roermond verleiht jedes Jahr den Halewijnpreis für Literatur.

## Wirtschaft
Roermond ist eine Einkaufsstadt für Besucher aus den Niederlanden und aus Deutschland. 2001 wurde in unmittelbarer Nähe zur Innenstadt auf einem aufgegebenen Kasernengelände ein großes Einkaufszentrum mit dem Namen McArthurGlen Designer Outlet Roermond gebaut. Das Einkaufszentrum umfasst über 150 Geschäfte und wird von rund 2,8 Millionen Besuchern jährlich besucht. Entgegen ursprünglichen Befürchtungen besuchen rund 40 % davon auch die Roermonder Innenstadt, die seitdem einen erheblichen Aufschwung erlebt. Durch die Anziehungskraft des Outlet Centers ist Roermond dabei, dem wesentlich größeren Venlo unter den deutschen Besuchern den Rang abzulaufen. Speziell ausgerichtet auf deutsche Besucher sind sämtliche Sonntage in der Roermonder Innenstadt verkaufsoffen, das  Outlet-Center ist an 363 Tagen im Jahr geöffnet.
2023 wurde ein Werk für Eisenbahnschwellen aus FFU-Kunstholz eröffnet.
Roermond ist Sitz der Peek & Cloppenburg Düsseldorf Komplementär B.V.

## Verkehr

### Schienenverkehr
Roermond hat einen Bahnhof im Stadtzentrum. Die Stadt liegt an der Hauptstrecke Maastricht – Eindhoven, über die Intercity bis Amsterdam verkehren. Ferner beginnt in Roermond eine Nahverkehrsverbindung entlang der Maas nach Venlo und über die Maaslinie nach Nimwegen.
Durch Roermond führt außerdem der Eiserne Rhein von Antwerpen nach Mönchengladbach. Die Strecke ist derzeit auf den 16,5 Kilometern zwischen Roermond und Dalheim an der deutsch-niederländischen Grenze außer Betrieb. Es existieren Pläne, sie für den Güterverkehr zu reaktivieren, gegen die es allerdings erheblichen Widerstand gibt.

### Schiffsverkehr
Der Boots- und Schiffsverkehr ist vielfältig und größtenteils dem Tourismus geschuldet.
Roermond hat mehrere Yachthäfen, einen Industriehafen, einen Anlegesteiger in der Rurmündung und 2 Anleger (Cruise Terminals) am Maasufer für größere Ausflugsschiffe.
Der touristische Schiffsverkehr benutzt (Stand 2023) die Rurmündung mit seiner alten Looskade (Ladekai). Hier finden Besucher vor der Stenen Brug, auch Maria Theresia Brug genannt, einen beiderseits der Rur angelegten „Anlegesteiger“ z. B. für einen Besuch von Roermond, ein Übernachten ist jedoch nicht erlaubt. Die Rur ist hier ca. 20 m breit, vor der Stenenbrug max. 30 m,  oft aber auf beiden Seiten von Booten belegt. Mittels Schifffahrtszeichen (Beschränkungszeichen) werden von der Maas einlaufende Boote auf die Minderbreite des Fahrwassers von 8 m hingewiesen.(Breite zwischen den Säulen der Hochwasserschutztore) Ein notwendiges Wenden in dem engen und strömenden Rurarm ist längeren Booten ggf. unmöglich bzw. nur mit erheblichen Gefahren möglich.
An der Maas liegt der ehemalige Frachthafen nieuwe Maashaven, von 1932 bis 1934 gebaut. Das Hafen hat eine Länge von mehr als 400 Metern, einer Bodenbreite von 40 Metern und einer Tiefe von 3 Metern. Der Kai hat eine Länge von 200 Metern und liegt 1,25 bis 2,25 Meter über dem Wasser. (Als alter Haven bzw. Rurhafen wurde die Ladekante in der Rur bezeichnet.)
Von 1963 bis 1967 wurde der nieuwe Maashaven erweitert und es wurde ein neuer Fracht- oder Industriehafens gebaut, der von königlichen Familie auf den Namen Prinz Willem Alexander Haven getauft wurde.
Im Regional Overslag Centrum Roermond (ROC), Teil des Industriehaven Willem Alexander, werden auf einer Fläche von 2 ha mit 400 m Hafenkai pro Jahr mehr als 500.000 Tonnen an Schütt- und Stückgütern zwischen LKW und Binnenschiff umgeschlagen. Rund um den Hafen, im gleichnamigen Industriegebiet, sind mehr als 1000 Menschen beschäftigt.
Der Haven la Bonne Aventure entstand Mitte der 1930er Jahre an der Maas. Ursprünglich sollte er der nieuwe Maashafen werden. Er beherbergt aktuelle mehrere Yachthäfen und dient der Sportschifffahrt.
Die Reedereien Rederij Cascade und die Rederij de Corporaal  fahren Roermond mit ihren Ausflugsschiffen regelmäßig an (Stand 2023).

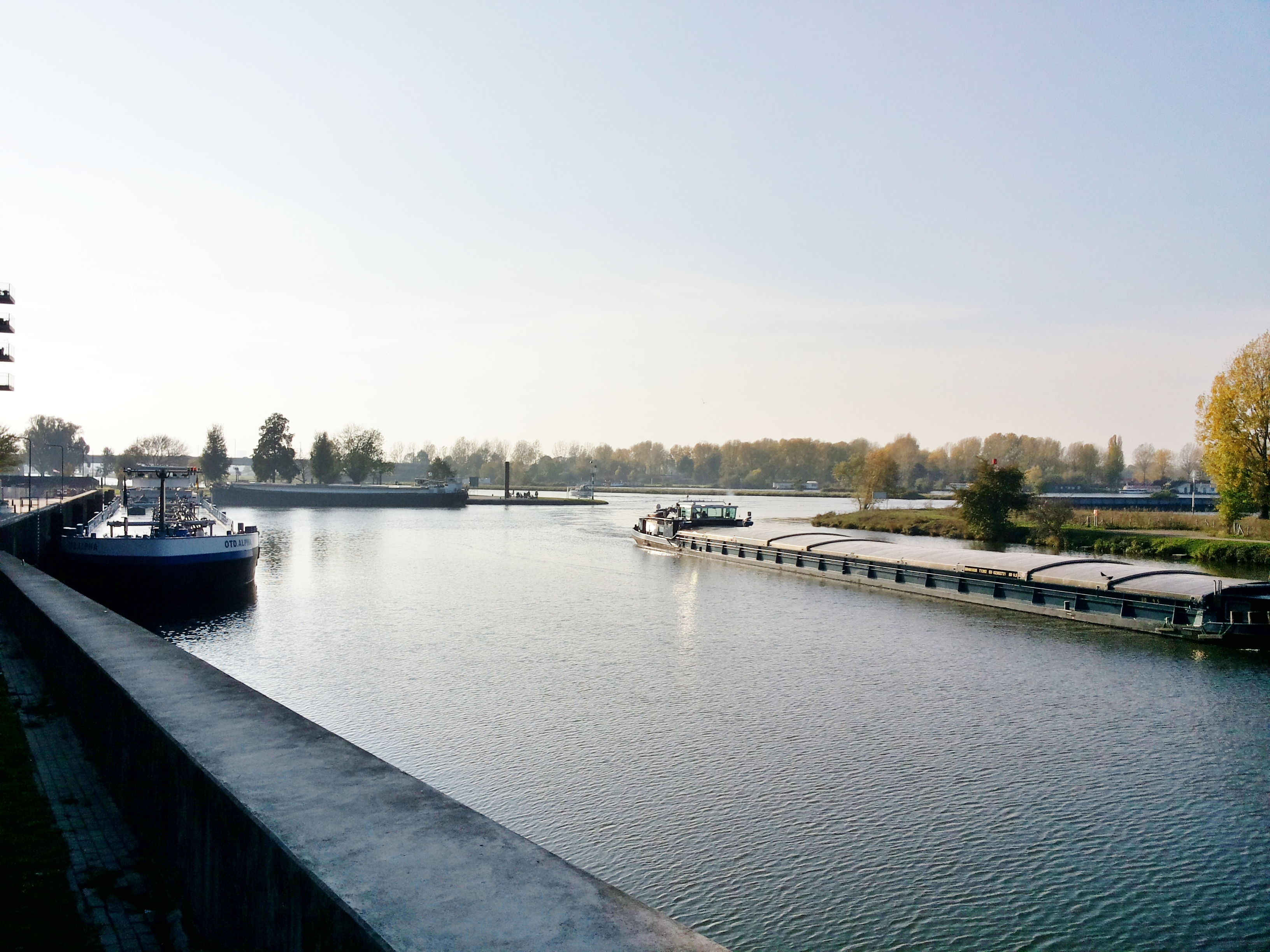
Industriehafen Roermond
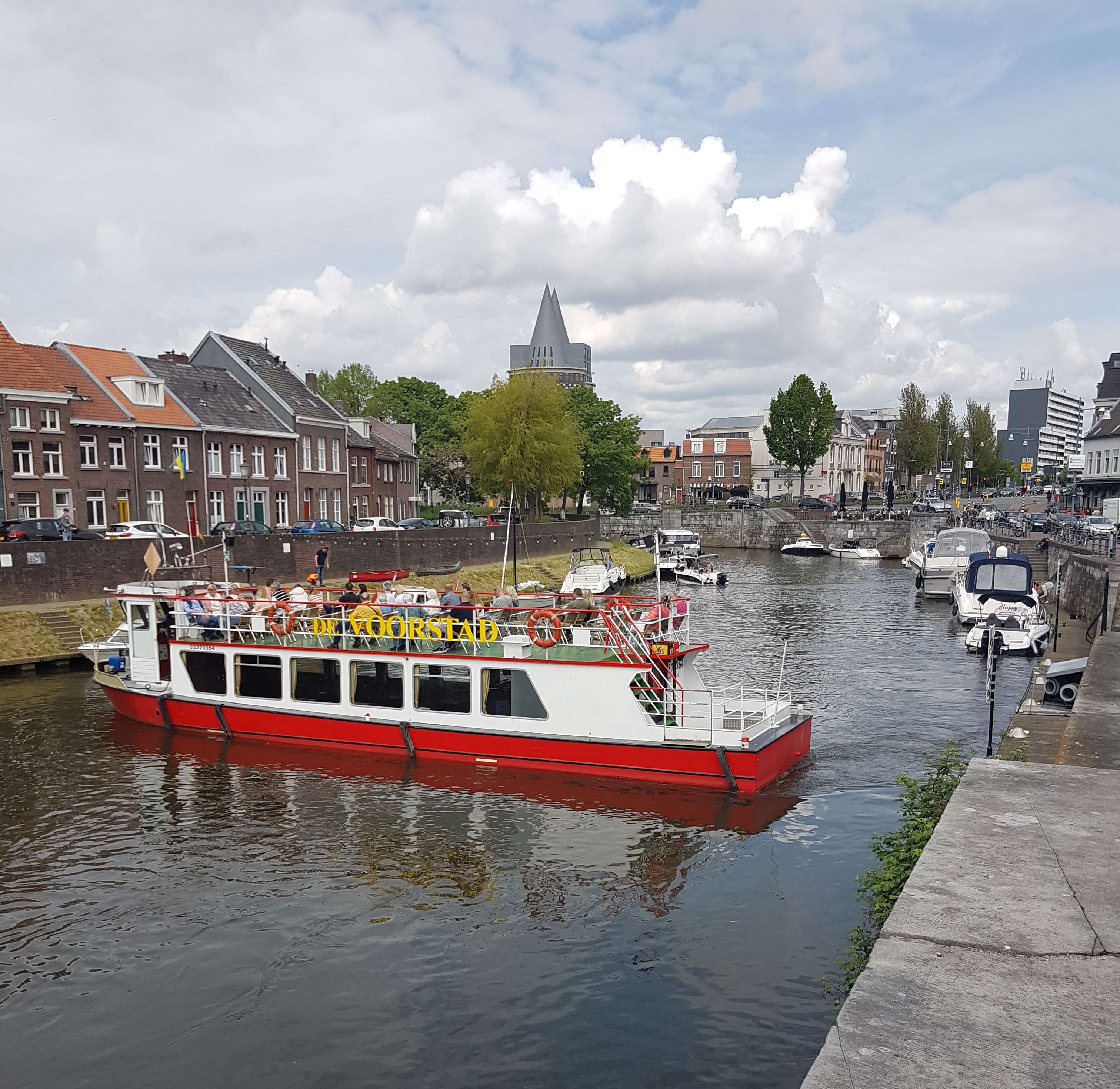
Fahrgastschiff der Rederij de Corporaal an der Rurkade
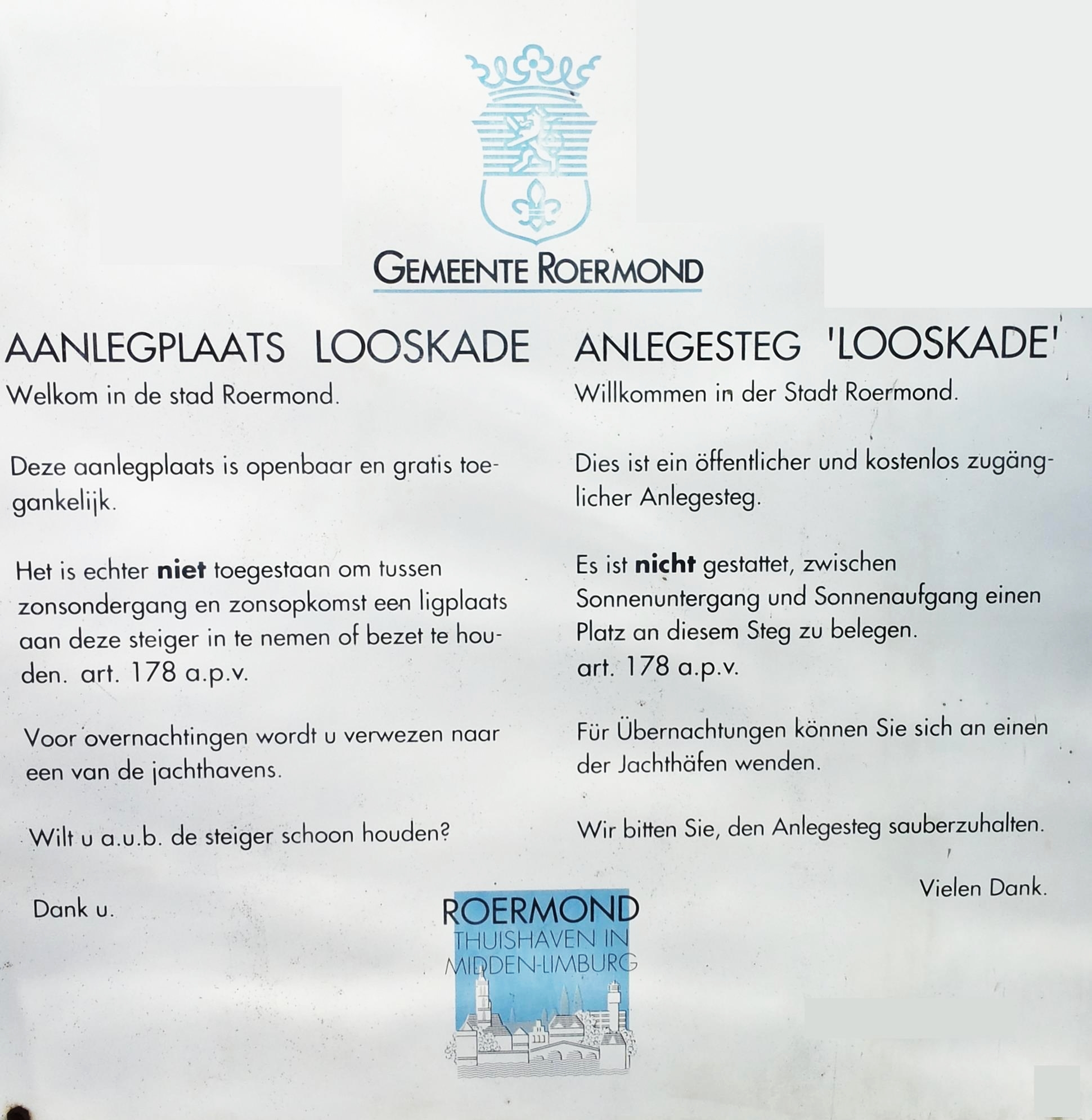
Passantenhafen

### Buslinien
Mit einer Reihe von Stadt- und Landbussen werden sowohl die Stadtteile als auch benachbarte Orte an den Roermonder Bahnhof angebunden. Seit April 2008 hat die Stadt außerdem „Shopbusse“ eingerichtet, die als Pendelbusse die Stadtmitte mit dem Outlet Center und dem neu errichteten Retail Center verbinden.
Zudem verkehrt eine grenzüberschreitende Buslinie nach Heinsberg.
| Linie | Betreiber | Verlauf |
| ----- | --------- | --- |
| 64    | Arriva    | Heinsberg Busbf – Kempen – Karken (D) – Posterholt (NL) – St. Odiliënberg – Melick – Roermond – Roermond Designer Outlet (AVV-Tarif gilt nur im deutschen Streckenabschnitt) |

### Radwege
Roermond verfügt inner- und außerorts über ein umfangreiches Fahrradwegenetz.

### Straßenverkehr
Seit Anfang 2008 ist Roermond direkt an das niederländische Autobahnnetz angeschlossen. Der Rijksweg 73 (A 73) führt entlang der Maas von Nijmegen über Venlo und Roermond nach Maasbracht. Von dort verlängert der Rijksweg 2 (A 2) die Strecke weiter nach Maastricht und Lüttich.
Die Autobahnanbindung an die deutsche Bundesautobahn 52 nach Mönchengladbach und Düsseldorf wurde am 18. Mai 2009 zwischen der niederländischen Grenze und Elmpt freigegeben. Auf niederländischer Seite ist die N 280 bis zur Grenze bereits autobahnähnlich fertiggestellt.
Die N 280 stellt nach Westen die Verbindung nach Weert und zur A 2 Richtung Eindhoven her. Die einer deutschen Bundesstraße entsprechende N 271 verläuft in etwa parallel zur A 73 und bedient nun vorwiegend den Nahverkehr.

## Hochwasserschutz

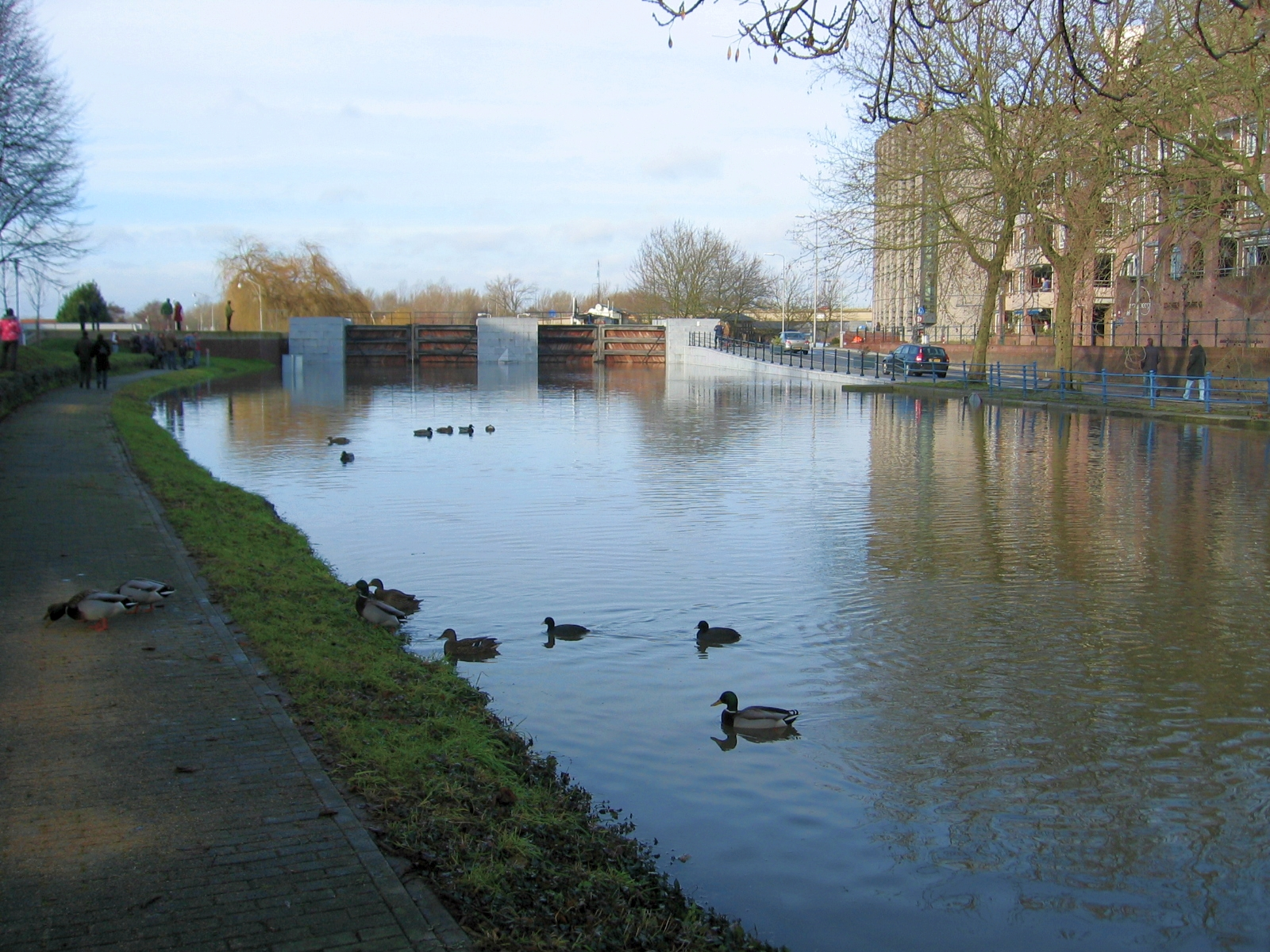
Geschlossene Hochwasserschutztore in der Rur an der Looskade

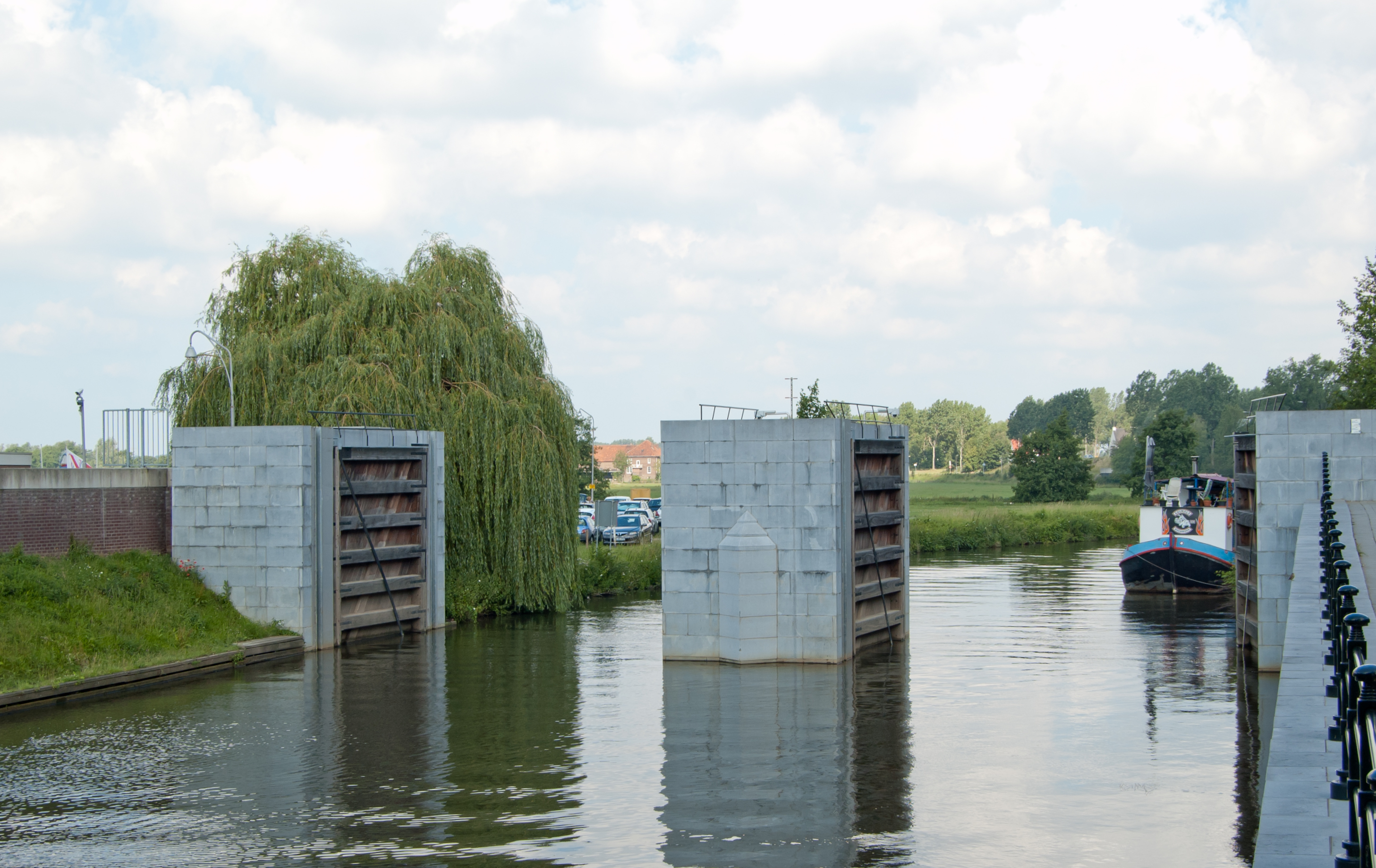
Die Hochwasserschutztore in der Rur an der Looskade in offenem Zustand, man beachte den Unterschied im Pegelstand der Rur

Die exponierte Lage der Stadt an Rur und Maas ist Ursache häufiger Überschwemmungen nach langanhaltendem Regen sowie der Schneeschmelze in der Eifel bzw. den Ardennen. Der Wasserverband Waterschap Roer en Overmaas hat zum Schutz Roermonds vor Hochwasser seit 2008 Hochwasserschutztore in die Rur verbaut, die bei Bedarf (erstmals im Januar 2011) die Rur im Stadtkern über die Hambeek umleitet. Zudem riegeln sie das Maaswasser zur Stadt hin ab.

## Städtepartnerschaften
- Koszalin, Polen
- Marktredwitz, Deutschland; seit 2007; davor Partnergemeinde von Swalmen
- Mönchengladbach, Deutschland; seit 1971
- Nepomuk, Tschechien; seit 2007; davor Partnergemeinde von Swalmen
- Vinkovci, Kroatien

## Persönlichkeiten

### Söhne und Töchter der Stadt
- Johannes Murmellius (um 1480–1517), Pädagoge, Philologe, Dichter und Humanist
- Dietrich Graminäus (um 1530–um 1593), Präzeptor des jülich-kleve-bergischen Erbherzogs Johann Wilhelm, Generalanwalt und Landschreiber im Herzogtum Berg
- Hendrick Heuck (um 1600–1677), Erfinder der Gierseilfähre
- Walrad von Nassau-Usingen (1635–1702), Fürst von Nassau-Usingen und kaiserlicher General
- Jan Frans van Douven (1656–1727 in Düsseldorf), Porträtmaler
- Johann Christoph Manskirsch (1689–1760), Bildhauer
- Philipp Damian von Hoensbroech (1724–1793); Domherr in Speyer, Bischof von Roermond
- Joseph Mooren (1797–1887), römisch-katholischer Pfarrer in Wachtendonk und niederrheinischer Regionalhistoriker
- Pierre Cuypers (1827–1921), Architekt, Kunst- und Kunsthandwerksunternehmer
- Josephus Drehmanns (1843–1913), 17. Bischof von Roermond
- Joseph Lucas (1850–1894), Architekt der Neugotik
- Henry Luyten (1859–1945), Maler
- Henri Leeuw jr. (1861–1918), Maler und Bildhauer
- Joseph Cuypers (1861–1949), Architekt
- Johannes Ludovicus Mathieu Lauweriks (1864–1932), Architekt
- Henri Gisbert Geene (1865–1950), Bildhauer
- Oscar Leeuw (1866–1944), Architekt
- Ludwig Maringer (1867–1938), Kaufmann und Spion
- Louis Raemaekers (1869–1956), Karikaturist
- Charles Ruijs de Beerenbrouck (1873–1936), niederländischer Innenminister und Ministerpräsident
- Frederik van Iterson (1877–1957), Bauingenieur
- Richard Schoemaker (1886–1942), Säbelfechter, Hochschullehrer und Widerstandskämpfer
- Laurens Goossens (1898–1979), Maler, Grafiker und Kunstlehrer
- Joop Campioni (1901–1962), Fußballspieler
- Louis Beel (1902–1977), Politiker und Ministerpräsident
- René Höppener (1903–1983), Politiker
- Unica Bachmann-Calcoen (1904–1986), Porträt- und Tiermalerin
- Jo Cals (1914–1971), Politiker und Ministerpräsident
- Louis Motké (1918–1988), Radrennfahrer
- Piet Schoenmakers (1919–2009), Künstler
- Lei Derichs (1922–2010), Leichtathlet
- Joep Bertrams (* 1946), Cartoonist
- Marleen Gorris (* 1948), Drehbuchautorin und Filmregisseurin
- Wim Vrijhoef (* 1952), Politiker
- Tof Thissen (* 1957), Politiker
- René Janssen (* 1959), Materialwissenschaftler und Hochschullehrer
- Bernardus Manders (* 1962), Schauspieler
- Theo Meuwissen (* 1963), Bioinformatiker und Tierzüchter
- Roger Reijners (* 1964),  Fußballspieler
- Petra Stienen (* 1965), Arabistin und Politikerin (D66)
- Annemarie Cox (* 1966), Kanutin
- Machiel van Frankenhuijsen (* 1967), Mathematiker
- Nelleke Beltjens (* 1974), Bildhauerin und Zeichnerin
- Rogier Wassen (* 1976), Tennisspieler
- Joeri Verlinden (* 1988), Schwimmer
- Britt Bongaerts (* 1996), Volleyballspielerin
- Janou Levels (* 2000), Fußballspielerin
- Colin Odutayo (* 2001), Fußballspieler

### Persönlichkeiten, die vor Ort gewirkt haben
- Gerhard IV. (um 1185–1229), Graf von Geldern
- Dionysius von Roermond (1402 oder 1403–1471), Philosoph, Theologe, Mystiker und Scholastiker
- Theodorus Josephus van Halen (1803–1860), niederländischer Mediziner, nach 1830 bis 1860 als praktischer Arzt in Roermond tätig